# Fotografie ve Spojených státech amerických

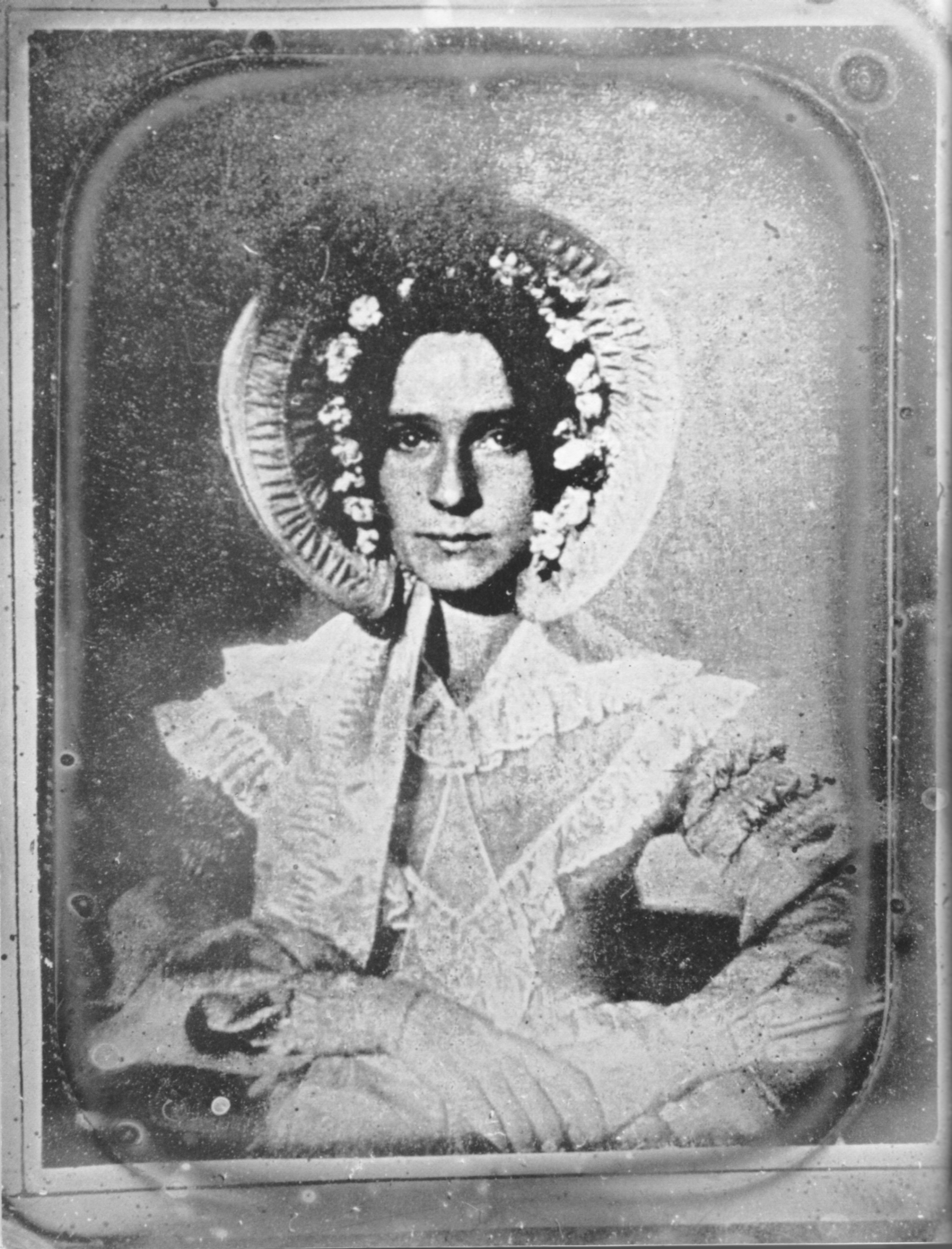
John William Draper: daguerrotypie jeho sestry Dorothy Catherine Draperové (červen 1840); jedna z nejstarších portrétních fotografií ženy na světě

Fotografie ve Spojených státech se začala prakticky používat v 19. století, kdy došlo k různým pokrokům ve vynálezu fotografie, v roce 1839 byla zavedena daguerrotypie. V roce 1866 byla pořízena první barevná fotografie. Jako v mnoha zemích byl vývoj techniky, řemesla a umění fotografie v USA mimo jiné důsledkem změn technologie, zlepšování ekonomických podmínek a míry uznání fotografie jako svéprávné formy umění.
V USA se nachází celá řada předních světových výrobců klasických i digitálních fotoaparátů a fotografické optiky, nespočet fotografických organizací a každoročně je udělováno několik fotografických ocenění.

## Devatenácté století

### Daguerrotypie
Na jaře 1839 byla ve Spojených státech představena první daguerrotypie. Angličan D. W. Seager pořídil první fotografii kostela svatého Pavla a rohu domu Astor v Dolním Manhattanu v New Yorku. Malíř a vynálezce Samuel Finley Breese Morse se setkal s Louisem Daguerrem v Paříži na jaře 1839 a stal se prvním Američanem, který viděl jeho fotografický proces na vlastní oči a byl nadšený jeho výsledky. Když se později ve stejném roce vrátil do Spojených států, nadšeně daguerrotypii propagoval, přičemž hovořil o Seagerově prototypu. Morse v roce 1833 namaloval Galerii v Louvru a přitažlivost daguerrotypie pro něj byla zjevná: byl to prostředek k vytváření věrných kopií uměleckých děl, kromě všeho dalšího, na co dlouhé expoziční časy fotoaparátu ještě stačily.
Na konci roku 1839, krátce poté co Louis Daguerre oficiálně oznámil objev způsobu zachycení obrazu na měděnou postříbřenou desku, se John William Draper – výrobce vlastní originální konstrukce fotoaparátu a učitel chemie na New York University (později prezident Americké Chemické společnosti) – rozhodl podniknout řadu pokusů jak napodobit Daguerra. V červnu 1840 byl schopen pořídit jasnou daguerrotypii své sestry Dorothy Draperové, čímž se stala jednou z nejstarších portrétních fotografií ženy na světě. Tato fotografie byla pořízena na střeše hlavní budovy New York University, v podmračený den, s 65vteřinovou expozicí. Aby byl obraz jasnější, Dorothy měla svou tvář pokrytou vrstvou mouky.

### Portrétování
Vzhledem k dlouhé expoziční době, která byla původně potřebná k zachycení obrazu, musel být subjekt stabilizován, takže budovy a další stacionární objekty se ukázaly být k fotografování nejvhodnější. Nicméně, jak se zdokonalovala chemie a technické vybavení – američtí vědci a vynálezci brzy získávali ocenění za inovační techniky na světových výstavách, USA se staly vůdcem na poli rozvoje techniky a umění – tak se otevíraly možnosti fotografovat portréty.
V době, kdy si malířský portrét mohl dovolit jen málokdo, daguerrotypie přišla s příslibem, že prakticky každý si může nechat pořídit portrét, i když zpočátku jen o něco větší než velká poštovní známka. Daguerrotypní ateliéry pro dělnickou třídu účtovaly 50 centů za obrázek, což odpovídalo polovině denního výdělku. Nebylo to levné, ale bylo to mnohem levnější než malovaný portrét. Ne všechny portréty však byly úspěšné. Od člověka se vyžadovalo, aby seděl bez pohybu mezi pěti až deseti sekundami (v nejlepším případě) a několika minutami. Nepohodlí spojené s tím, že má člověk hlavu nasazenou do železných čelistí, přinášela překvapivé výsledky: kamenné pohledy nabo naopak divoký výraz, oči vystrašené z monstrózně vypadajícího objektivu fotografické kamery. Navzdory tomuto nelichotivému výsledku však fotografie vytvořila nový standard pro vizuální reputaci. Nejcennější kvalitou fotografického portrétu bylo, že podával přesně odpovídající záznam toho, co bylo před objektivem.
Kromě soukromého aspektu portrétu existoval také veřejný. Portrétní galerie vyrostly v městských centrech po celé zemi a aspirující střední třída měla o vlastní portréty velký zájem. Daguerrotypie známých veřejných osobností – často zvětšených a ručně kolorovaných – lemovaly zdi těchto galerií. Diváci si obrazy prohlíželi a studovali jejich odlišné znaky, podstatu a charakter.

### Občanská válka

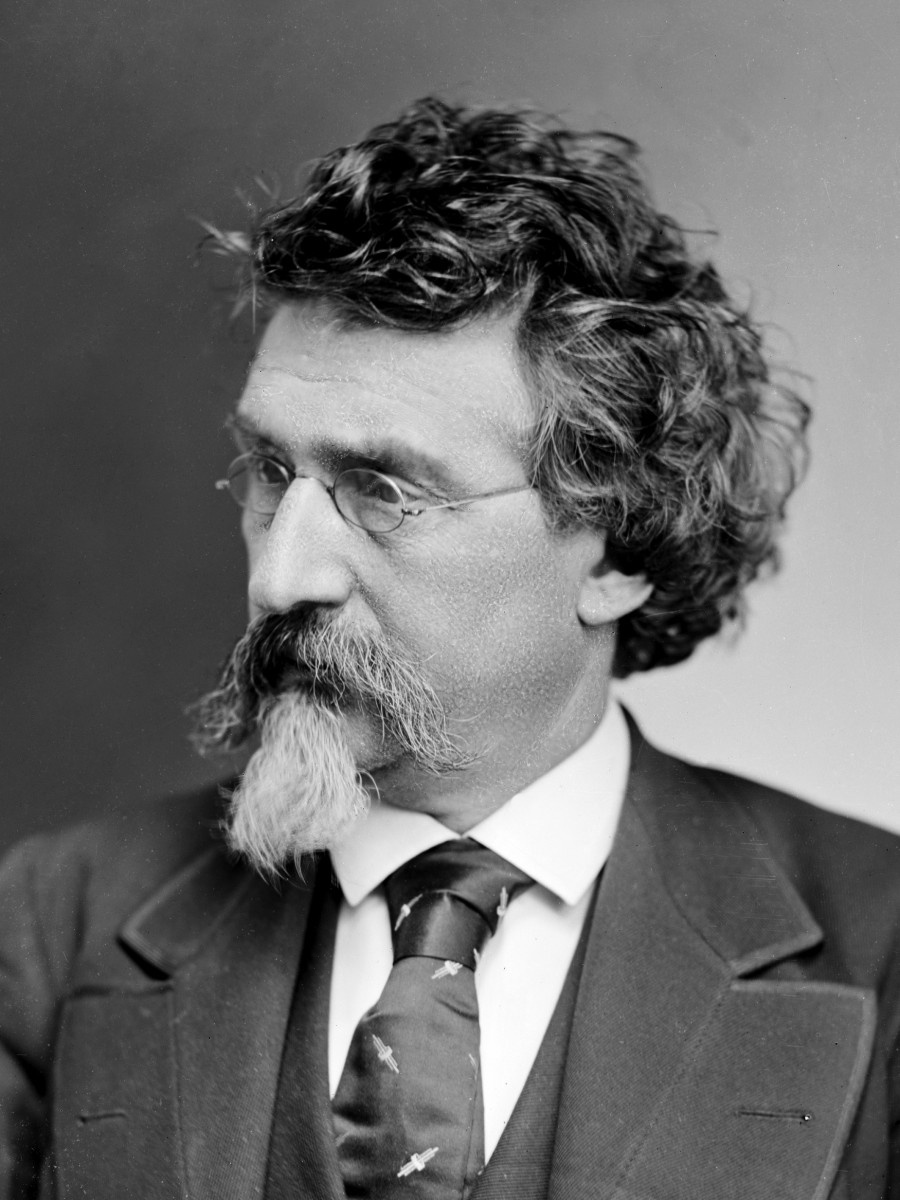
Mathew Brady, 1875

Dne 15. dubna 1861 Abraham Lincoln povolal do služby 75.000 vojáků, aby potlačil povstání jižních států poté, co 12. – 14. dubna 1861 síly Konfederace zaútočily na Fort Sumter. Začala Americká občanská válka a Mathew B. Brady, jeden z předních fotografů své doby, získal od prezidenta Lincolna povolení doprovázet vojska, zatímco si všichni mysleli, že to bude krátká a slavná válka. Brady se velmi angažoval, ale hned po první bitvě u Bull Runu ztratil své vozy a další technické vybavení v chaosu porážky. Brady se rozhodl vzdát se jakékoli další akce v osamocení a místo toho sestavil tým fotografů v terénu, kteří spolu se zaměstnanci Unijní armády a Alexandrem Gardnerem, jako první dokumentovali průběh války.
Váleční fotografové pracovali s technikou mokrých kolodiových desek, fotografickým procesem, který vynalezl Angličan Frederick Scott Archer. Na rozdíl od daguerrotypie, proces produkoval negativ, který mohl být replikován. Hlavní komplikací však bylo, že fotograf měl jen deset minut od přípravy mokré desky, pořízení snímku až po vyvolání fotografie. Potřebovali proto mít s sebou mobilní temnou komoru, aby dosáhly dobrého výsledku. Kvůli chaotické a nebezpečné povaze bojiště mohli fotografové zobrazovat jen takové věci, jako jsou strategická místa, táborové scény, přípravu nebo ústup z akce a příležitostně i hrozné následky bitvy.

### Počátky spotřebitelského fotoaparátu

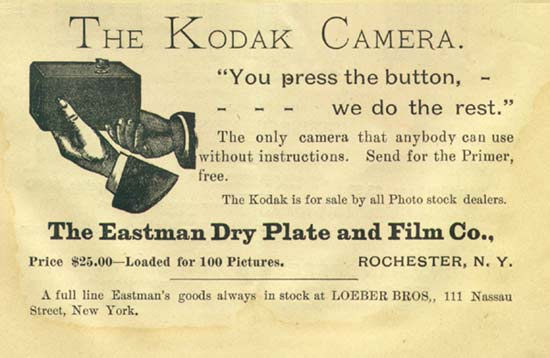
Reklama Vy stisknete tlačítko, my udále zbytek (Kodak). 1889.

S postupem od koloidního procesu k procesu suchých desek byla ve Spojených státech na vzestupu amatérská fotografie. Nicméně, tam byla otázka obtěžování měnit fotografické desky mezi každým pořízením snímku. Trvalým řešením tohoto problému byl produkt, který uvedl George Eastman v roce 1884: flexibilní papír potažený želatinou, spolu s držákem pro roličku na 24 snímků. Brzy po tom Eastman vynalezl Eastman American film, který obsahoval tenkou želatinovou vrstvu, která mohla být z papírové podpory sejmuta, díky čemuž se zvýšila zřetelnost obrazu během vyvolávání pozitivu. V roce 1888 vydala společnost Eastman první snadno použitelný a lehký fotoaparát Kodak. Ten stál 25 dolarů, obsahoval film na sto snímků a stal se téměř okamžitě velmi populární.
Když uživatel nasnímal všech sto expozic, jednoduše poslal fotoaparát zpět do Kodaku, kde byl použitý film vyvolán, do fotoaparátu zaveden nový čerstvý film na sto snímků a poté byl zaslán zpět zákazníkovi spolu s vyvolanými fotografiemi. V roce 1889 začala Eastmanova společnost vyrábět nitrát celulózy, neboli „celuloidový“, film, který nevyžadoval doposud potřebný papírový podklad. Tato poslední inovace vydláždila cestu klasickému fotografickému filmu. Nicméně byl vysoce hořlavý, tak byl později nahrazen acetátem celulózy.

### Významní fotografové z devatenáctého století

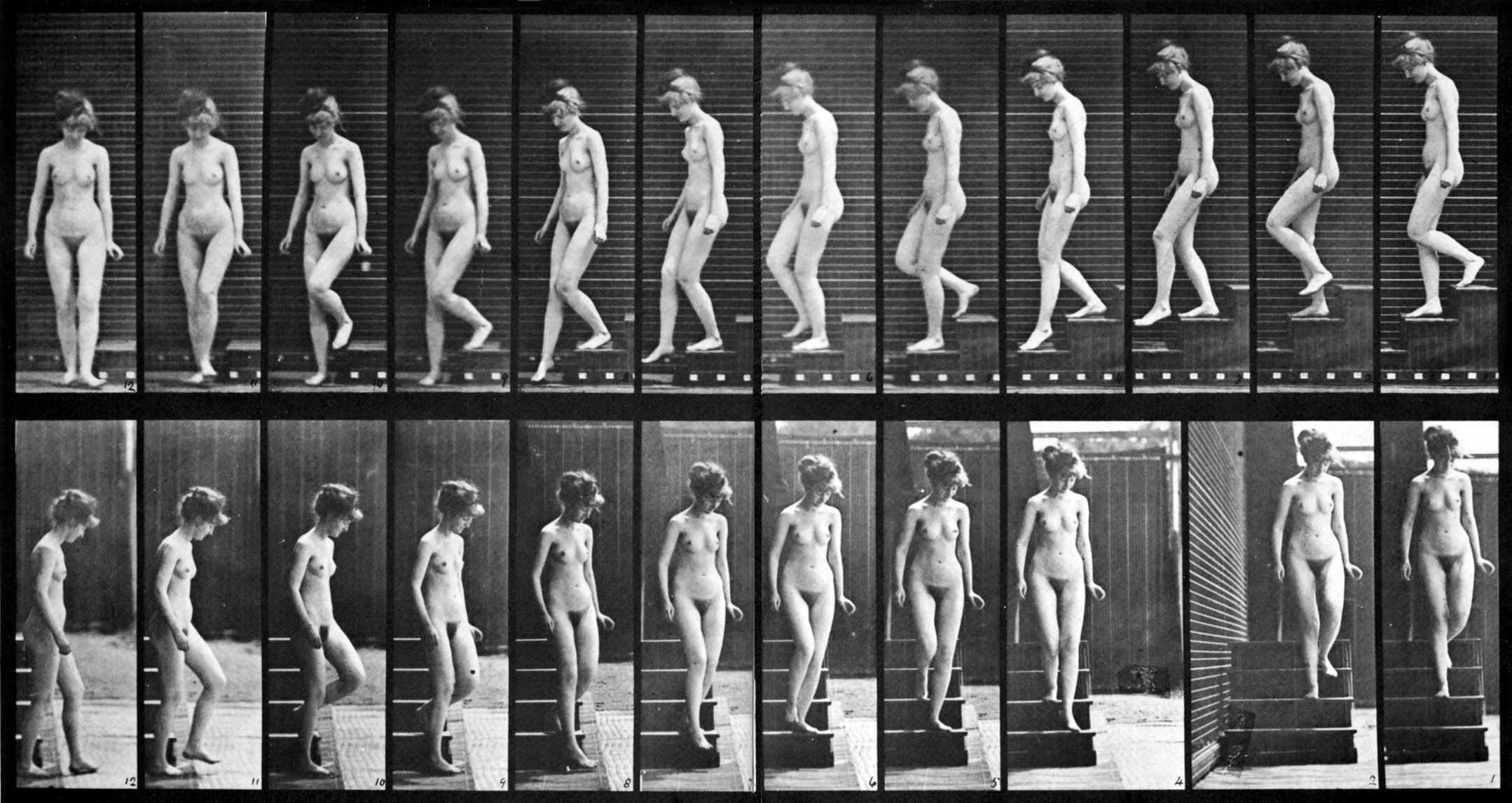
Eadweard Muybridge: Žena sestupující se schodů z The Human Figure in Motion, okolo 1887. Chronofotografie inspirovala Marcela Duchampa k obrazu Akt sestupující se schodů.

V devatenáctém století celá řada amerických vědců a fotografů přinesla nové metody a techniky pro zachycení a výrobu fotografií.
Eadweard Muybridge (1830–1904) byl anglo-americký fotograf a vynálezce. Zabýval se fotografií krajiny, ale proslavil se svými studiemi pohybu, používáním několika fotoaparátů zároveň a také vynálezem zoopraxiskopu a kinematoskopu, což byla zařízení na promítání pohyblivých obrázků, o mnoho let dříve, než přišel na trh celuloidový kinofilm. Považuje se za zakladatele chronofotografie. V roce 1855 se Muybridge přistěhoval do San Franciska, kde začal svou kariéru jako obchodní agent nakladatele a knihkupec. San Francisco opustil na konci tohoto desetiletí po nehodě dostavníku, při které utrpěl těžké zranění hlavy, se na několik let vrátil do Anglie. V San Franciscu se objevil v roce 1866 jako fotograf se jménem Muybridge a rychle se stal ve své profesi úspěšný. Zaměřoval se hlavně na krajinu a architekturu, inzeroval také výrobu fotografických vizitek a portréty.
Mathew Brady (1822–1896) byl novinářský fotograf působící v období americké občanské války a známý portrétními fotografiemi významných osobností tehdejší doby. Je považován za jednoho z otců fotožurnalismu. Brady riskoval při fotografování ve válce kariéru, pověst a také zdraví. Tím se zapsal nesmazatelně do historie americké fotografie. Zaměstnával několik fotografů, například Alexandera Gardnera, Timothyho O'Sullivana, Williama Pywella, George N. Barnarda a dalších osmnáct mužů, kteří byli ochotni kdykoliv vyjít ven do rozpoutané války a fotografovat scény z americké občanské války. Brady zůstával většinou ve Washingtonu, D. C., kde organizoval své asistenty a zřídka navštívil bitevní pole osobně. To bylo zčásti také kvůli tomu, že se Bradymu od roku 1850 začal rapidně zhoršovat zrak. Pro firmu Mathew Brady Studios, která prodávala fotografie zájemcům o historii a grafiku, pracoval také Andrew Joseph Russel. Ten pro Bradyho pořídil například známý snímek s názvem Konfederační mrtví za kamennou zdí po bitvě u Chancellorsville v květnu 1863. Mezi jeho fotografované osobnosti patří např. generál Unie v americké občanské válce Ulysses S. Grant, Ambrose Burnside, americký právník, voják, státník a spisovatel Lew Wallace, Stonewall Jackson, americký generál Robert E. Lee nebo vynálezce morseovy abecedy Samuel Morse. Jako možná nejznámější fotograf v USA v 19. století, bylo Bradyho jméno spojováno s érou, ve které se západní svět specializoval na tovární výrobu portrétů. Takzvaný „Bradyho stojan“ v dobách uprostřed 19. století měl těžkou litinovou stabilní základnu, nastavitelnou výšku trubkového sloupce (nohy) pro dvojí použití: sloužil buď jako loketní opěrka, nebo po úpravě jako opěrka hlavy. Ta byla často zapotřebí, aby se modely při delším expozičním času fotografování nepohnuly.
Bradyho významným týmovým spolupracovníkem byl Alexandr Gardner, který se roku 1863 osamostatnil. Gardner fotografoval většinou krátce po skončení bitev. Nevyhýbal se ani detailním pohledům na mrtvé. Později se však ukázalo, že nejméně jedna Gardnerova fotografie je zmanipulovaná. V roce 1961 Frederic Ray z magazínu Civil War Times srovnával několik Gardnerových fotografií, na kterých byli dva mrtví konfederační ostřelovači a zjistil, že stejný padlý byl fotografován o několik metrů dál na jiném místě. Zdá se, že Gardner nebyl s kompozicí spokojen, a nechal těla různě zpřeházet. Vytvářel tak vlastní verzi reality. Rayovu analýzu ještě rozšířil v roce 1975 William Frassanito. Velmi známé jsou Gardnerovy reportážní snímky z pohřbu Abrahama Lincolna a seriál z popravy atentátníků. Patrně poprvé v dějinách fotografie bylo v jeho reportáži využito dramatického účinku střídání celkových záběrů a detailů v delším časovém úseku, neboť Gardner zachytil nejen průběh popravy, ale i tváře atentátníků.
Dalším fotografem Bradyho týmu, který kromě informativnosti dbal také na kompozici, byl Timothy H. O'Sullivan. Nekonvenčně využíval pohybové neostrosti tam, kde mohl zvýraznit dramatičnost situace. O'Sullivan počátkem června 1863 pořídil známý snímek Sklizeň smrti, na kterém leží mrtví vojáci po bitvě u Gettysburgu v Pensylvánii.
Robert Cornelius (1809–1893) se specializoval na stříbření a leštění kovů a byl autorem jednoho z prvních portrétních snímků člověka a zároveň autoportrétu v historii fotografie. Přibližně v říjnu 1839 Cornelius pořídil vlastní portrét před rodinným obchodem. Na daguerrotypii je středový čelní portrét muže se zkříženýma rukama a rozcuchanými vlasy. Tento autoportrét Roberta Cornelia je jednou z prvních portrétních fotografií člověka.

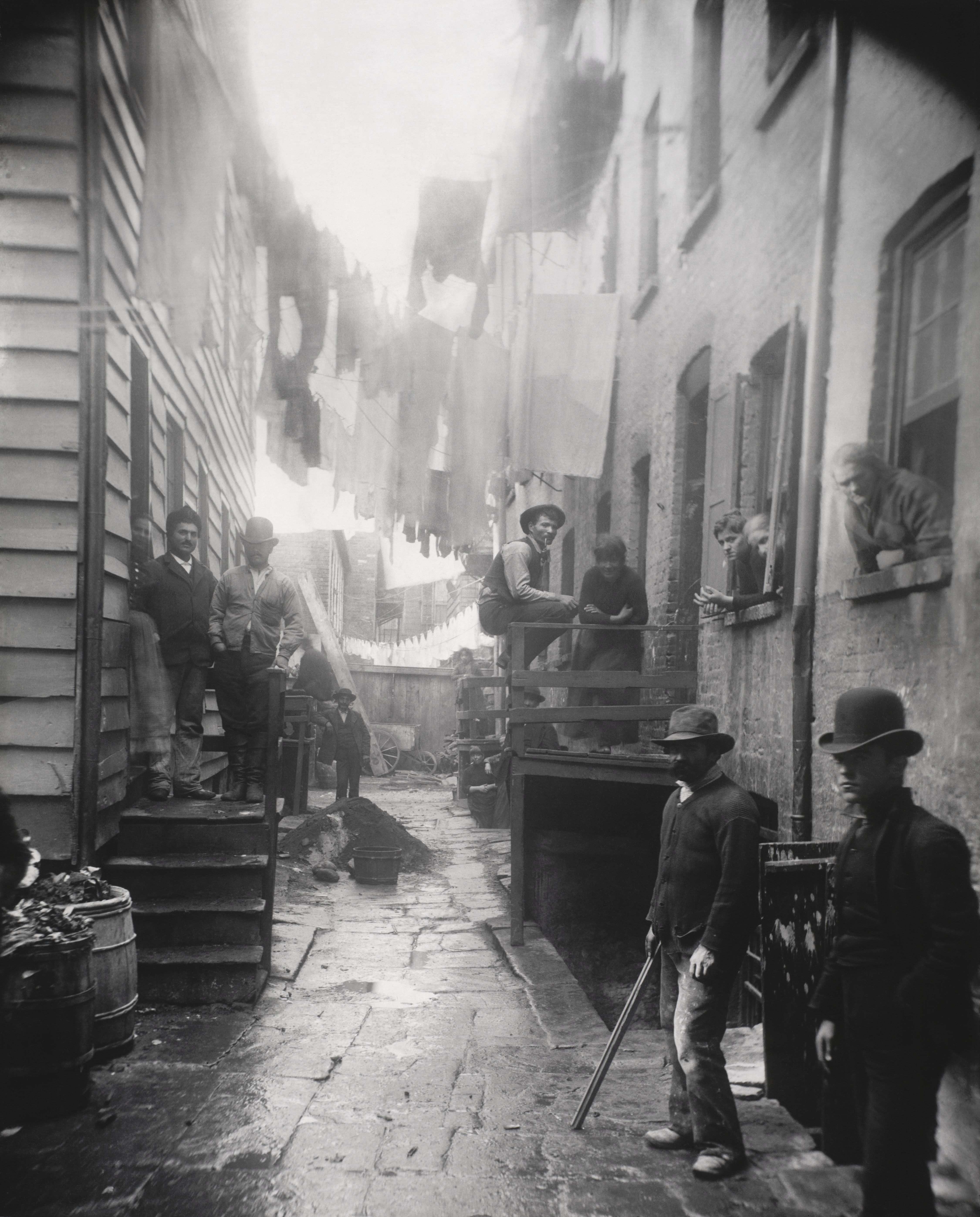
Jacob Augustus Riis: Městští bandité, klasická novinářská fotografie kolem 1890

Jedním z prvních výrobců a distributorů vzdělávacích a cestopisných stereoskopických obrazů byla firma Underwood & Underwood, založená v roce 1882 v Ottawě v Kansasu. Společnost vyprodukovala mezi 30 000 a 40 000 stereographických titulů, mezi nimiž byla celá řada portrétů významných osobností (Edison, Twain, řada politiků...).
Jacob Augustus Riis (1849–1914) do USA přišel v roce 1870 z Dánska. Obstarával zpravodajství z chudinských čtvrtí, kde se tísnili ve starých domech bez kanalizace a vodovodu statisíce lidí a kde se rodila zločinnost. Psal mnoho článků, aby upozornil na nelidské životní podmínky v těchto čtvrtích, později sáhl po názornějším fotografickém obraze. Jelikož neuspěl u fotografů, kteří se zalekli práce v nebezpečném prostředí, koupil si začátkem roku 1888 deskový fotoaparát. Využil tehdy nový vynález bleskového světla a dokumentoval ponižující způsoby života v nájemných ubytovnách kasárenského typu (jeden z takovýchto typických domů měl 2781 nájemníků, v jedné místnosti přebývalo až 9 lidí a v celém domě byla jen jedna vana na koupání). Dále dokumentoval poměry v policejních noclehárnách a práci dětí využívanou v domácích řemeslných dílnách. O rok později uveřejnil v časopise Scribner's článek „Jak žije druhá polovina“, ve kterém svoje kritické texty doplnil kresbami vyhotovenými podle vlastních fotografií. Materiály vzbudily takový ohlas, že v rozšířené formě, ale i s přímými reprodukcemi fotografií, vyšly roku 1890 pod stejným názvem knižně. Riis vydal devět knih, kromě jiných Děti chudých, 1892, Z Mulberry Street, 1898. Jejich pomocí a novinových článků a přednášek, na kterých používal diapozitivy svých fotografií, dosáhl některé změny a nápravy. Zrušily se policejní noční útulky, byla zřízená škola pro bezprizorní děti, doplnily se zákony o dětské práci a odstranila se celá ulice Mulberry Bend, která byla skrýší zločinců. Na jejím místě se zřídil park a vybudoval obytný dům Sousedská osada Jacoba A. Riise.

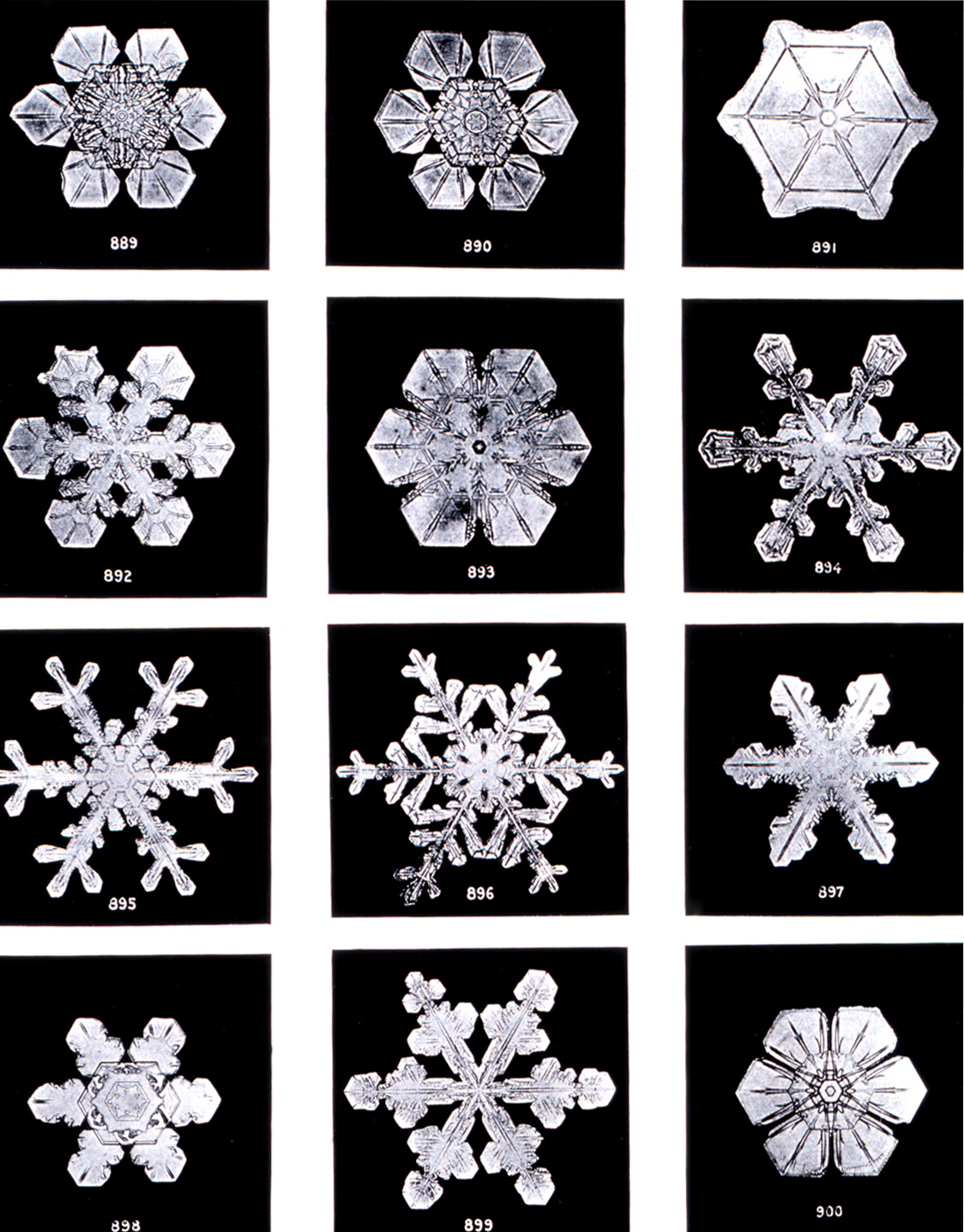
Wilson Bentley: Mikrofotografie sněhových vloček z roku 1902

Wilson Bentley (1865–1931) byl první známý fotograf sněhových vloček. Perfektně ovládl proces chytání vloček na černý samet takovým způsobem, že mohl zachytit jejich obrazy ještě před roztavením nebo sublimací. Po mnoha pokusech svou první vločku nasnímal 15. ledna 1885. Tento snímek je považován za první fotografii sněhové vločky vůbec. Každou vločku nejprve zachytil na černou tabuli a rychle ji přenesl na mikroskopické sklíčko. I přes teploty pod bodem mrazu vločky nevydrží dlouho, neboť mohou sublimovat. Za svůj život zachytil více než 5000 obrázků krystalů. Bentley poeticky popisoval sněhové vločky jako „maličké zázraky krásy“ a sněhové krystaly jako „ledové květy“. Přes tyto poetické popisy svých snímků Bentley dbal na vědeckou objektivitu práce, podobně jako německý fotograf Karl Blossfeldt (1865–1932), který fotografoval semena, šešule a listy. Bentley také fotografoval všechny formy ledových a přírodních vodních útvarů včetně mraků a mlhy. Byl prvním Američanem, který zaznamenával velikosti dešťových kapek a byl jedním z prvních specialistů na oblaka.
Levi Hill (1816–1865) byl newyorský daguerrotypista, který tvrdil, že vynalezl jako první proces barevné fotografie v roce 1850. Hill označil svůj proces jako „heliochromii“, což mělo význam fotografování v přirozených barvách, respektive v barvách přírody, avšak exponovaným deskám se začalo běžně říkat hillotypie. Přestože se jeho práce setkala se skepticismem během jeho celého života, další výzkumy měly tendenci ukázat, že jeho proces byl v principu zhruba schopen barvy v přírodě reprodukovat.
Fotografické studio Pach Brothers bylo jedno z nejstarších portrétních fotografických studií v New Yorku, které začalo fungovat v roce 1867.
Vynálezce Hannibal Goodwin (1822–1900) patentoval v roce 1887 metodu na výrobu transparentního pružného svitkového filmu, který spočíval v principu vrstvy želatiny bromidu stříbrného na celuloidu (nitrocelulóze). Ten pak použil například Thomas Edison v kinetoskopu – stroji na prohlížení animací. Tento způsob záznamu obrazu se používal u fotografického filmu v klasické fotografii do počátku 21. století.
Thomas Martin Easterly byl daguerotypista a jeden ze známějších a prominentních daguerotypistů na středozápadě Spojených států v období 50. let 19. století.
Alfred A. Hart byl oficiálním fotografem na západní polovině První transkontinentální železnice, pro kterou pořídil 364 historických stereofotografií během stavby železnice 60. letech. Hart prodával své negativy Carletonu Watkinsovi, který stereofotografie publikoval po celá 70. léta. Než se stal fotografem byl malířem panoramat.
John Plumbe junior (1809–1857) byl americký fotograf, galerista, vydavatel a právník. Založil řadu daguerrotypických ateliérů a galerií, všechny nesoucí jeho jméno. Návštěvníci galerie si mohli prohlédnout fotografická díla, obdržet školení, nebo zakoupit vlastní portrét. Snímky pořízené v Plumbeho ateliérech byly označovány jako Plumbe, i když samotnou práci zhotovil někdo jiný, včetně jeho bratra Richarda Plumbeho. Každý jeho podnik disponoval řadou operátorů, koloristů a řemeslníků. Mnoho významných daguerrotypistů absolvovala odbornou přípravu a zdokonalovalo své dovednosti v Plumbeho salonech. Například: Richard Carr, Marsena Cannon, Charles E. Johnson, Jacob Shew, Myron Shew a William Shew. Další, kdo se naučili umění fotografie na Plumbeho pobočkách byli: Ezra Chase, Samuel Masury, C. S. Middlebrook a Gabriel Harrison.
Jeremiah Gurney (1812–1895) byl americký fotograf a daguerrotypista působící v New Yorku. Fotografii jej naučil vynálezce Samuel Morse. Byl jedním z prvních, kdo praktikoval daguerreotypický proces, jako první otevřel v roce 1840 americkou fotografickou galerii na Broadwayi a nabízel portrét za 5 dolarů. Vytvářel pozoruhodně detailní portréty, využíval v plném rozsahu pozoruhodné tonální ztvárnění procesu. Vybíral své klienty z elitní společnosti New Yorku, nazýval je "významné osobnosti doby" a vyhýbal se lidem z politiky a zábavy, které preferoval jeho konkurent Mathew Brady. Kvalita Gurneyho portrétů jej nominovala na pozici nejlepšího daguerrotypisty v Gothamu.
Augustus Washington (1820–1875) byl afroamerický fotograf a daguerrotypista, který později ve své kariéře emigroval do Libérie. Je jedním z mála afroamerických daguerrotypistů, jehož kariéra byla dokumentována. Portrétoval například prvního liberijského prezidenta Josepha Jenkinse Robertse.
Eugene de Salignac (1861–1943) byl fotografem na Oddělení mostů a struktur, který jako jediný fotograf oddělení od roku 1903 do roku 1934 dokumentoval vytváření moderní infrastruktury města, včetně mostů, hlavních obecních budov, silnic a podzemních cest.
Gertrude Käsebierová (1852–1934) fotografovala zejména portréty a alegorie ve stylu piktorialismu. Profesionálně se věnovala fotografování od roku 1894, v roce 1897 otevřela v New Yorku portrétní studio. Byla zvolena první ženskou členkou fotografického spolku The Linked Ring Brotherhood. Roku 1902 se stala zakládající členkou sdružení Fotosecese. Alfred Stieglitz ji v roce 1902 zařadil ve svém článku v časopise Century Magazine, spolu s Rose Clarkovou, Evou Watson-Schützeovou nebo Mary Devensovou, mezi deset nejvýznamnějších amerických piktorialistických fotografek tehdejší doby. Od Käsebierové se zřejmě naučila fotografické umění Rose Clarková, která později v životě řekla, že Käsebierové vděčí „za své úspěchy s fotoaparátem“. Käsebierová byla také mentorkou americké fotografky Laury Gilpinové, se kterou se rozvinulo jejich celoživotní přátelství.
Alfred Stieglitz (1864–1946) byl fotograf, publicista a galerista, který prosazoval fotografii jako svébytné umění. Patřil k průkopníkům secesního piktorialismu a přímé fotografie. Častým námětem jeho fotografií bylo město New York – byl jedním z prvních fotografů, kdo se věnoval uměleckému ztvárnění velkoměsta. Fotografoval také portréty a abstraktní cykly mraků. Mnohaletá série portrétů, aktů a detailů těla jeho manželky Georgie O'Keeffeové zachycuje proces stárnutí a proměnu osobnosti. Jeho dílo, které se nachází ve sbírkách amerických muzeí a bylo oceňováno už za jeho života, ovlivnilo vývoj fotografie. Publikoval fotografie a články ve fotografických časopisech, byl redaktorem časopisů American Amateur Photographer a Camera Notes, podílel se na založení spolku Fotosecese, vydával fotografický časopis Camera Work, podporoval začínající americké umělce, pořádal výstavy avantgardních uměleckých děl a zasloužil se nejen o propagaci fotografie, ale také moderního evropského a amerického umění – malířství a sochařství – ve Spojených státech. Ve svých newyorských galeriích Little Galleries of the Photo-Secession – Galerii 291, The Intimate Gallery a An American Place vystavoval během čtyřiceti let fotografie uznávaných i začínajících evropských a amerických fotografů a výtvarná díla impresionistů, postimpresionistů, kubistů, futuristů a představitelů dalších nových uměleckých směrů.
Portrétisté

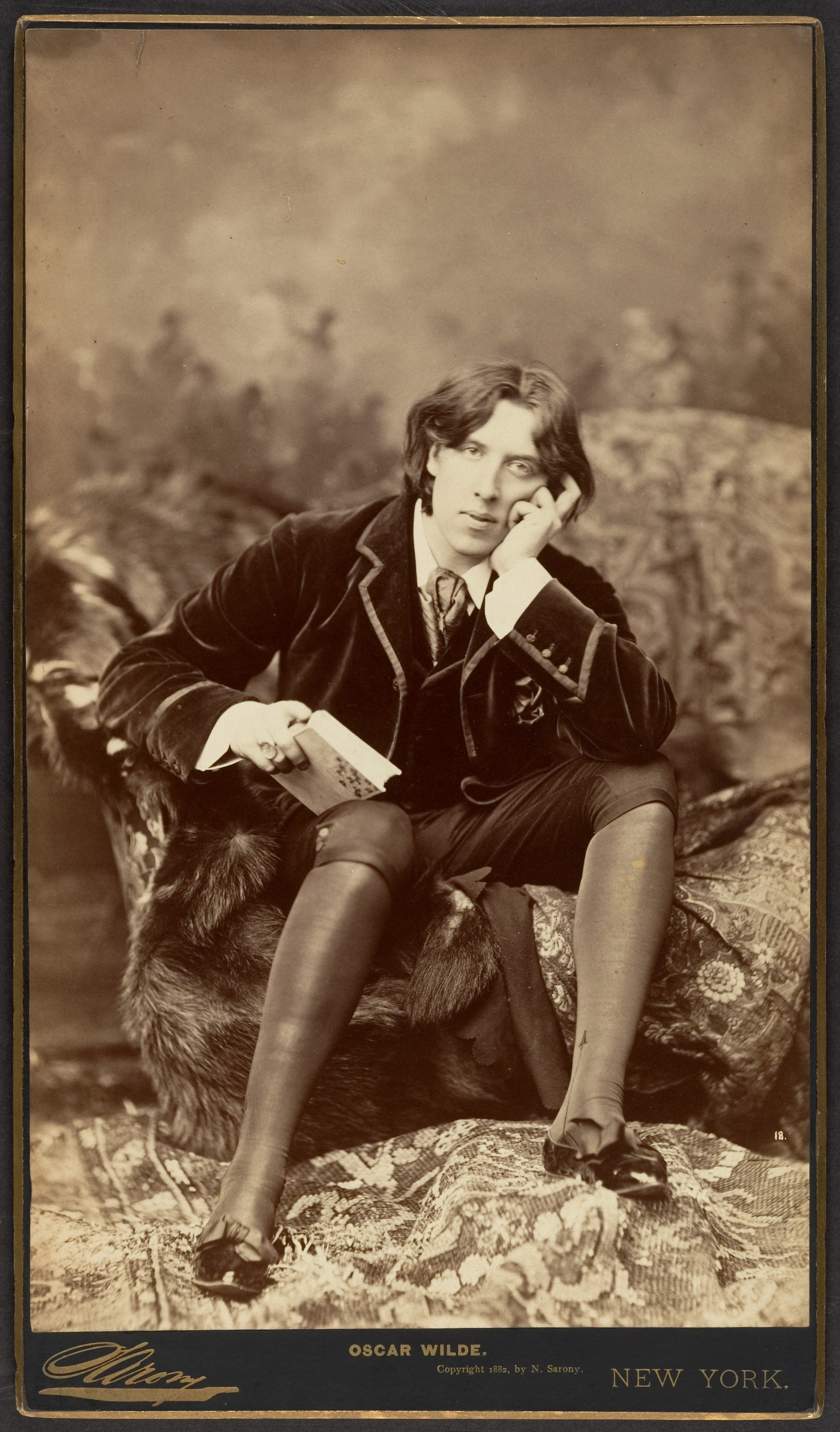
Napoleon Sarony: Oscar Wilde č. 18 (1882), který se stal předmětem jednání Nejvyššího soudu USA, ve kterém soud rozšířil autorská práva na ochranu fotografií

Napoleon Sarony (1821–1896) byl velmi oblíbený a plodný portrétní fotograf, nejvíce znám se stal svými portréty hvězd z konce 19. století pocházejících z prken amerického divadla. V roce 1867 založil fotografické studio na Union Square čp. 37, v době, kdy bylo velmi populární portrétování celebrit. Fotografové modelům za pózování platili a na prodej fotografií si ponechávali plné právo. Sarony údajně platil divadelní herečce Sarah Bernhardtové 1500 amerických dolarů za to, že mu pózovala před fotoaparátem, což odpovídá svou hodnotou dnešním 20 000 amerických dolarů. Jako retušér u něho ve svých začátcích pracoval Alfred Cheney Johnston. Sarony byl, stejně jako jeho současník Aimé Dupont, známý svou schopností minimalizovat nedostatky fotografovaných, a to většinou díky využití perspektivy. Jeden z portrétů spisovatele Oscara Wildeho se stal předmětem jednání Nejvyššího soudu USA Burrow-Giles Lithographic Co. v. Sarony 111 U.S. 53 (1884), ve kterém Soudní dvůr potvrdil rozšíření autorských práv také na ochranu fotografií. Sarony žaloval litografickou společnost Burrow-Giles poté, co bez povolení použili litografii Oscar Wilde č. 18 ve své reklamě a soudním rozhodnutím vyhrál 610 USD (v přepočtu na dnešní měnu přibližně 12 000 dolarů). Sarony sám pro Nejvyšší soud později fotografoval u příležitosti oslav stého výročí federálního soudnictví v roce 1890.

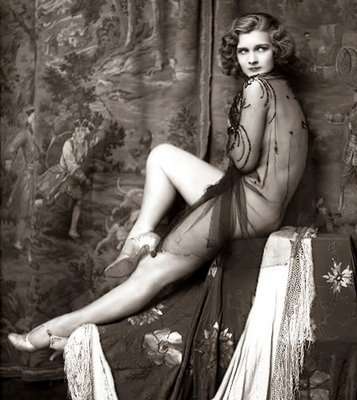
Alfred Cheney Johnston: Drucilla Strain, 1920, Sbírka Gruber Collection

Alfred Cheney Johnston (1885–1971) byl americký fotograf glamourových snímků, známý především portréty modelek taneční revue Ziegfeld Follies. V zobrazování tanečnic pro revue, takzvaných Ziegfeld-girls, projevil velkou zručnost – jeho oblečené modelky vypadaly jako nahé. Kromě Ziegfeld-girls fotografoval ve dvacátých letech mnoho hvězd stříbrného plátna, včetně Dolly Sisters, Gloria Swanson, Mae Marsh, dvojčata Madeline a Marion Fairbanksové a Lillianu a Dorothu Gishovy. Jeho fotografie měly velký vliv na image Hollywoodu tehdejšího desetiletí. S Ziegfeldem bylo jeho jméno spojováno dalších patnáct let. Přitom také provozoval svá vlastní velmi úspěšná komerční fotografická studia na různých místech v New Yorku, fotografoval téměř vše: od začínajících hereček a společenských matron až po širokou škálu luxusních maloobchodních komerčních produktů, módu pro muže i pro ženy nebo reklamu v časopisech. S koncem němého filmu však začala sláva Johnstonových fotografií ubývat. Objevovali se noví fotografové jdoucí v jeho šlépějích, ale také s novými nápady. Po smrti Flo Ziegfelda se věnoval portrétování ve studiu. V roce 1940 odešel do svého venkovského sídla v Connecticutu a zaměřoval se především na fotografie aktu. V roce 1971, tři roky po smrti své manželky, zemřel na následky dopravní autonehody. V roce 1937 Johnston vydal knihu portrétů Enchanting Beauty (New York, NY: Swan Publications Inc., 1937). Knížka obsahuje 94 černobílých snímků (většinou asi 7x9 palců uprostřed stránky 9x12 palců, i když některé obrázky jsou kruhového formátu nebo i jiného). Jeho práce byly fotografovány v interiéru fotografického studia před černou látkou nebo ilustrovaným pozadím (tapisérií), 37 fotografií bylo pořízeno venku v řece nebo na rozkvetlé louce a podobně. Není překvapivé, že v knize jsou všechny snímky ve stydké oblasti "přestříkané" černou barvou, aby vyhovovaly právní stránce své doby pokud jde o standardy pro vydávání publikací.
Joseph Knaffl (1861–1938) byl americký výtvarný a portrétní fotograf působící v Knoxville, Tennessee na konci 19. a počátku 20. století. Nejznámější je jeho portrét Knafflova Madonna z roku 1899, který byl přetištěn v tisícových kopiích a stále se používá na vánočních pohlednicích společnosti Hallmark.

#### Krajináři

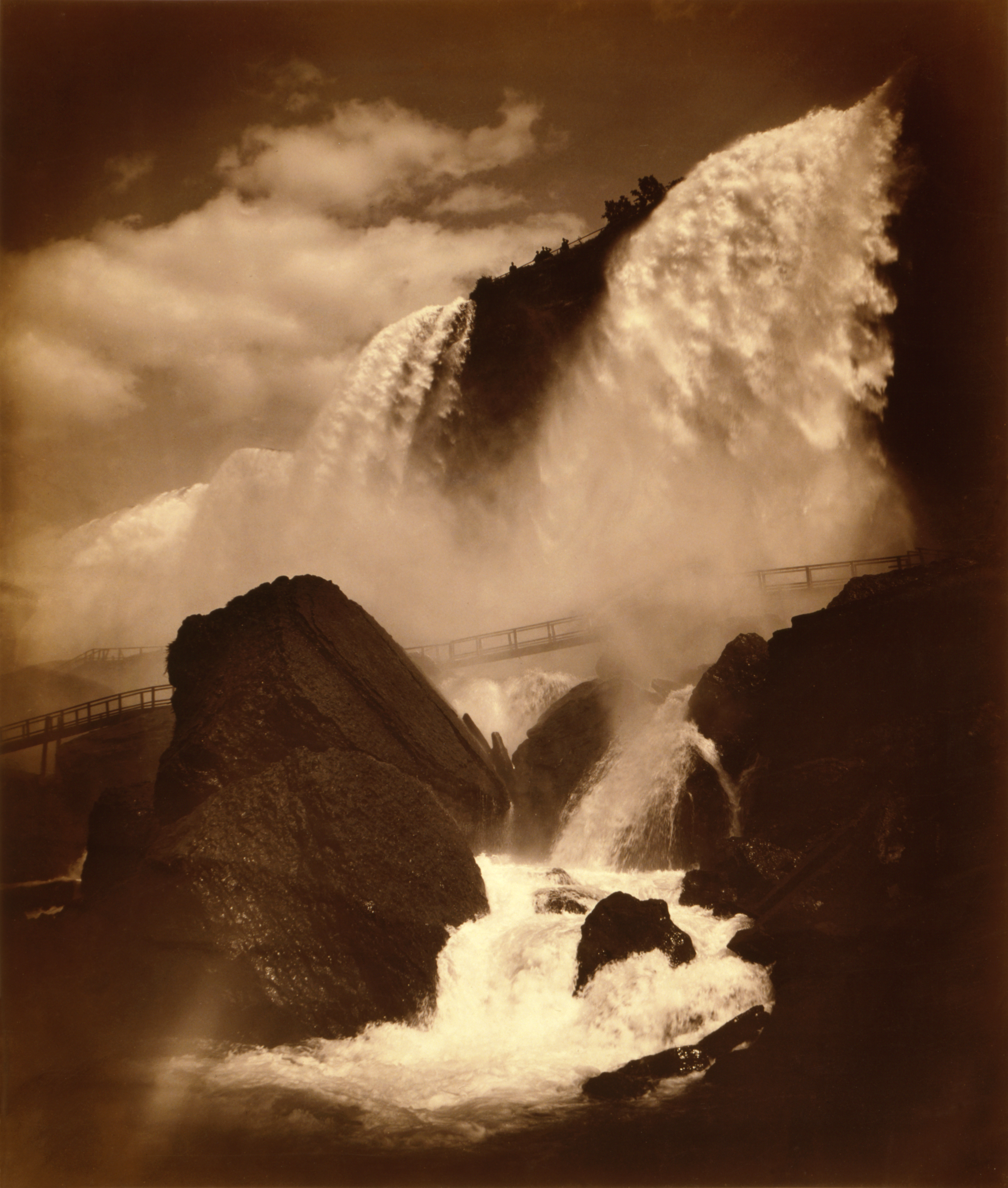
George Barker: Cave of the Winds, Niagara Falls, New York

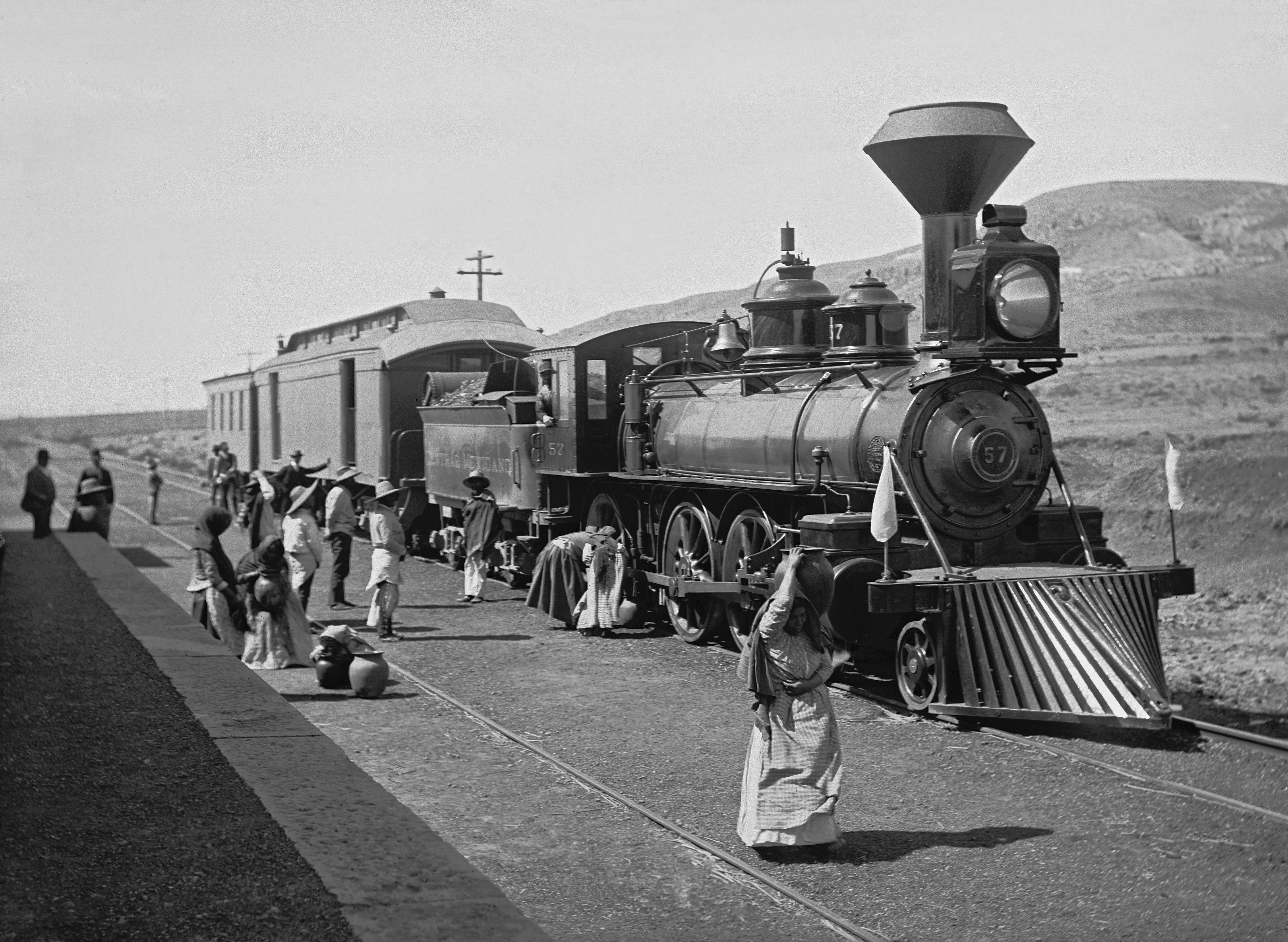
William Henry Jackson: Vlak společnosti Mexican Central Railway ve stanici, Mexiko

William B. Post (1857–1921) byl průkopník výtvarné fotografie. Je považován za jednoho z raných piktorialistů. Narodil se v New Yorku, ale nakonec se usadil v Maine. Tam se do hloubky věnoval krajině, což se odrazilo v jeho fotografické tvorbě. Pomocí změkčující techniky zhotovil řadu platinotisků rozkvetlých jabloní, luk a polí během sklizně, scény s lekníny, scény se sněhem a podobně. Jeho práce jsou ceněny obzvláště za bohaté tóny, rozjímavý charakter a jemnou citlivost. Byl členem spolku Camera Club of New York a publikoval v jejich časopisu Camera Notes. Jeho díla obdivoval a uznával Alfred Stieglitz, se kterým spoluzaložil slavný klub Fotosecese v roce 1903.
George Barker (1844–1894) byl kanadsko-americký fotograf nejznámější svými fotografiemi Niagarských vodopádů. V pozdních 60. letech 19. století měl studia jak v Londonu, tak i v Niagara Falls a stal se známým svými velkoformátovými snímky (o rozměrech 46 cm × 51 cm) a stereosnímky vodopádů. Jeho niagarské studio 7. února 1870 poničil požár, ale jeho negativy se dochovaly. Barker byl také jedním z prvních fotografů, kteří navštívili Floridu. V té době bylo fotografování na Floridě velmi náročné, fotograf pro svou práci s sebou musel nosit potřebné a objemné zařízení. Podobně náročné bylo udržet v dobré kondici fotografický film, který byl choulostivý na horké a vlhké prostředí. Barker strávil dokumentováním severní a centrální Floridy téměř čtyři roky (1886–1890). Po jeho smrti jeho práce získala společnost Underwood & Underwood Washington, D.C.
William Henry Jackson (1843–1942) za svůj život pořídil asi 80 000 fotografií amerického západu. V roce 1869 Jackson získal pověření od Union Pacific Railroad dokumentovat scenérie podél jednotlivých tras železnice pro propagační účely. Následující rok dostal pozvánku na expedici podporovanou americkou vládou na průzkum řeky Yellowstone a Rocky Mountains, který vedl Ferdinand Hayden. Byl také členem Haydenova geologického průzkumu z roku 1871, který vedl k vytvoření a uznání Yellowstonského národního parku. Haydenova expedice do značné míry objevovala neprozkoumané západní krajiny, popisovala planě rostoucí rostliny, faunu a geologické podmínky. Jackson jako oficiální fotograf zachytil první fotografie legendárních památek Západu. Tyto fotografie hrály důležitou roli při přesvědčování Kongresu v roce 1872 k založení Yellowstonského národního parku – prvního národního parku v USA. Jeho spoluúčast na průzkumu Haydena mu pomohla získat pověst jednoho z nejdokonalejších průzkumníků amerického kontinentu. Mezi Haydenovými společníky byli ve skupině dále fotograf a malíř Jackson Thomas Moran, geolog George Allen, mineralog Albert Peale, místopisný znalec Henry Elliot, botanici a další vědci, kteří shromažďovali množství divoce žijících jedinců a dalších přírodopisných dat.
Jackson pracoval s několika typy kamer a deskami různých velikostí, a to za podmínek, které byly často neuvěřitelně obtížné. Jeho fotografie byly založeny na kolodiovém procesu, který vynalezl v roce 1848 a publikoval v roce 1851 Frederick Scott Archer. Jackson cestoval se třemi typy stereofotoaparátů (pro stereoskopické karty), deskové velkoforátové kamery, kamery na formát 8x10" a jeden ještě větší na desky 18x22". Tyto kamery fotografovaly na křehké a těžké skleněné desky, které musely být těsně před expozicí povrchově upraveny, exponovány a co nejrychleji vyvolány před uschnutím emulze. Jackson ještě neměl zařízení na měření intenzity osvětlení (expozimetr) ani na citlivost emulze, expoziční časy odhadoval mezi pěti sekundami a dvaceti minutami v závislosti na světelných podmínkách. Příprava, expozice, vyvolání, ustálení, mytí a nakonec sušení jednoho obrázku mohlo zabrat i hodinu. Mytí desky ve vodě horké 70 °C snížilo dobu schnutí o více než polovinu, při použití vody z rozpuštěného sněhu a zahřáté jenom rukama zpracování podstatně zpomalilo. Fotografické vybavení neslo 5-7 mužů na zádech mul a puškami na ramenou (Siouxové stále ještě skalpovali) – Jacksonovy zkušenosti s indiány přišly proto velmi vhod. Množství skleněných desek a vybavení přenosné temné komory bylo na cestu omezeno podle váhy, tyto snímky byly pořízeny v primitivních cestovních a fyzicky náročných podmínkách. Jednou, když mula ztratila půdu pod nohama, Jackson přišel o měsíc své práce a musel se vracet do oblasti Rocky Mountain snímky znovu nasnímat. Jedním z nich byl slavný pohled na Horu Svatého Kříže. I přes zpoždění a mnohé nezdary se Jackson vrátil z expedice s nezvratnými fotografickými důkazy o místech, které do té doby byly jen fantastickým mýtem: Grand Tetons, Old Faithful a zbytek Yellowstone, Skalnaté hory v Coloradu, Hora svatého kříže a nepřátelští indiáni kmene Ute. Jacksonovy fotografie Yellowstonu pomohly přesvědčit americký Kongres, aby z něj v březnu 1872 stanovil první Národní park.
Jackson vystavil fotografie a hliněné modely obydlí starověkých lidí Anasazi v Mesa Verde v Coloradu na výstavě konané v roce 1876 při stém výročí Philadelphie. Ve svých cestách pokračoval až do roku 1878. Pak založil vlastní fotografický ateliér v Denveru, Colorado. V roce 1881 spolupracoval s Frankem Rinehartem, kterému předal své vědomosti z oboro fotografování indiánů. V roce 1893 byl pověřen fotografováním během světové státní výstavy v Columbii. Od roku 1890 do 1892 Jackson produkoval fotografie pro několik železničních společností (včetně Baltimore & Ohio RR a New York Central RR) a používal přitom skleněné negativy o rozměru 18×22 palců. Od roku 1894 do 1896 byl členem a fotografem pro světovou dopravní komisi, vedenou Josephem Gladdingem Pangbornem, vydavatel pro železnice. Jackson pro něj pořídil více než 900 fotografií a ty jsou nyní součástí sbírky kongresové knihovny.

#### Indiáni

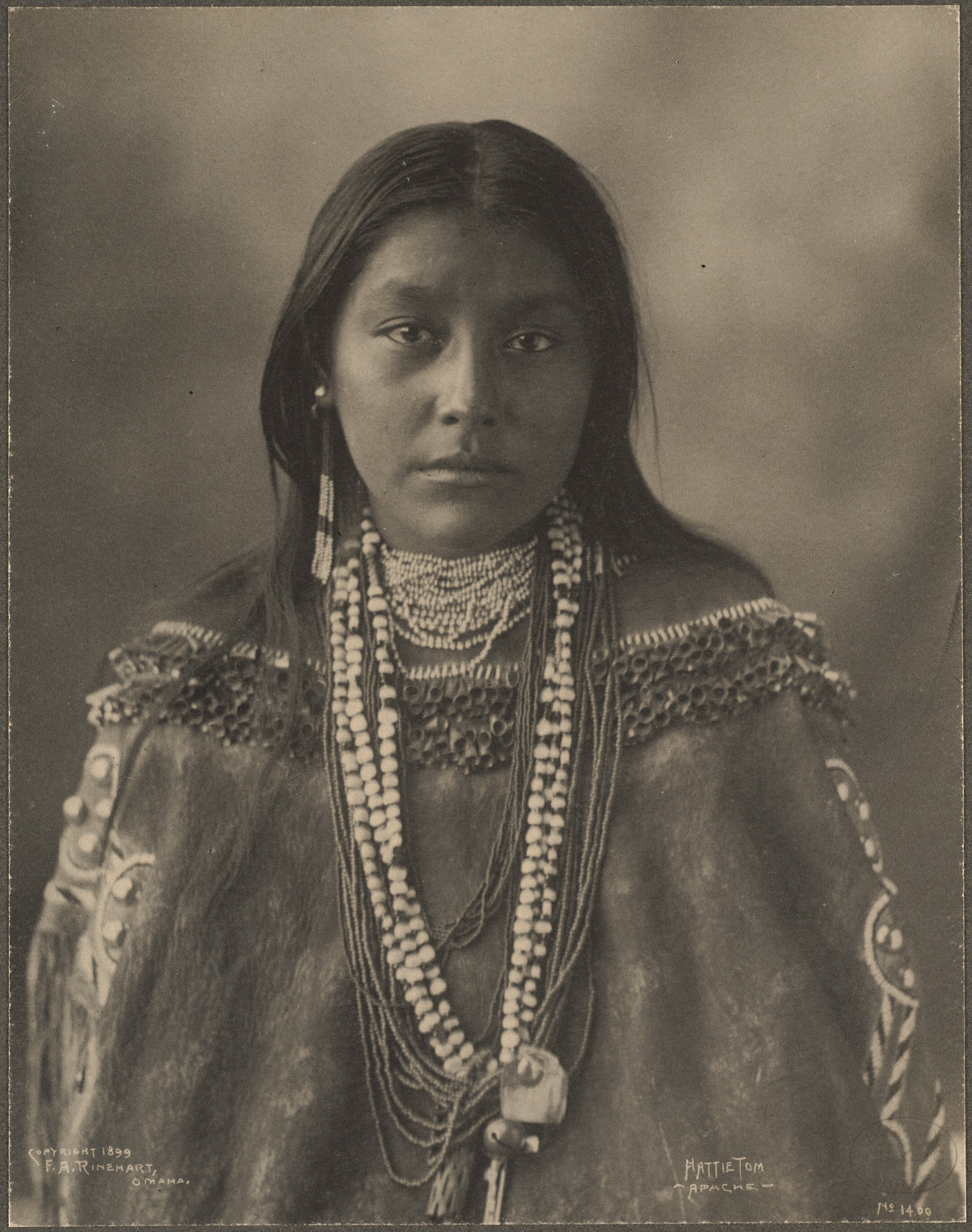
Frank Albert Rinehart: Hattie Tom, žena z kmene Apačů Chiricahua, 1899

Edward S. Curtis (1868–1952) byl americký antropolog a fotograf Divokého západu a původních indiánských obyvatel Severní Ameriky. V roce 1899 byl vybrán jako hlavní fotograf pro Harrimanovu expedici na Aljašku. V roce 1900 se Curtis zúčastnil černonožského obřadu Slunečního tance, což pro něj byl obrovský zážitek, který ještě více zvýšil jeho zájem o indiány a touhu pokračovat ve fotografické dokumentaci severoamerických indiánů. Pozdější výlet a pobyt u indiánů Hopi v Arizoně ještě zvýšil jeho nadšení a chuť do práce. Trávil více a více času na Pláních a s vědomím, že kultura těchto přírodních národů se časem úplně vytratí, se rozhodl vytvořit naučnou uměleckou sbírku fotografií, kde bude zachycen všední život, zvyky, tradice, slavnosti, obřady a prostředí, ve kterém indiánské kmeny žily. V létě roku 1903 uspořádal první výstavu indiánských fotografií. Ve stejném roce přijal jako asistenta Adolpha Muhra, který původně pracoval s Frankem Rinehartem a portrétoval s ním náčelníky a členy delegací, kteří se v roce 1898 zúčastnili indiánského kongresu v Omaze v Nebrasce. Jeho popularita stoupla až do té míry, že byl požádán Theodorem Rooseveltem o vyfotografování jeho rodiny. Díky této nabídce měl možnost ukázat Rooseveltovi některé fotografie indiánů, které na něj udělaly veliký dojem. Mezi prezidentem a Curtisem vzniklo přátelství, které přineslo Curtisovi velkou podporu při další práci. V roce 1906 se jako jediný bílý muž vůbec směl účastnit obřadního Hadího tance kmene Hopi. O rok později strávil měsíc v Crow Reservation ve státě Montana.
Frank Rinehart (1861-1928) dokumentoval zejména náčelníky a členy delegací, kteří se v roce 1898 zúčastnili indiánského kongresu v Omaze v Nebrasce. Společně se svým asistentem Adolphem Muhrem (který by později v roce 1903 zaměstnán u významného fotografa Edwarda Curtise), produkovali to, co je nyní považováno za "jednu z nejlepších fotografických dokumentací indiánských vůdců na přelomu století". V roce 1881 bratři Rinehartovi spolupracovali se slavným fotografem Williamem Henrym Jacksonem, který dosáhl velkého významu svými snímky starého amerického západu. Po indiánském kongresu Rinehart a Muhr cestovali dva roky po indiánských rezervacích, portrétovali indiánské náčelníky, kteří se akce nezúčastnili, jakož i obecné aspekty každodenního života domorodých kultur.
Christian Hedemann (1852–1932) byl dánský inženýr, který se v roce 1878 usadil na Havaji. Je připomínán jako vášnivý amatérský fotograf, který pomohl založit havajský havajský fotografický klub Hawaiian Camera Club (1889–1893). Jeho fotografie domorodých národů, krajiny, rodin a průmyslu nabízí jedinečný obrazový záznam Havaje na konci 19. století. Jeho pozoruhodné fotografie havajské královské rodiny a společenských elit zůstávají v archivu jako jedny z prvních obrazových dokumentů před připojením Havaje k USA.
Orlando Scott Goff (1843–1916) byl nejmladší z pěti dětí obuvníka Alfreda Goffa a po účasti v americké občanské válce se začal věnovat fotografii. Nejprve pracoval jako oficiální fotograf ve vojenské pevnosti Fort Abraham Lincoln, kde sloužil také pplk. George Armstrong Custer a několik jednotek 7. jízdního pluku. Goff pořídil poslední fotografie Custera, jeho důstojníků a mužů před jejich střetem v bitvě u Little Bighornu proti armádě Siouxů, Šajenů a Arapahů, které sjednotil Sedící býk. Goff se pak vrátil do svého studia v Bismarcku. V roce 1877 pořídil první fotografii náčelníka Josepha z Nez Perce a 31. července 1881 Sedícího Býka z Hunkpapa kmene Lakotů. Často se vydával na cesty mimo své studio, pořizoval snímky napříč krajem a mezi domorodými Američany a Indiány.
S Orlandem Goffem spolupracoval David Francis Barry (1854-1934), což byl syn irských přistěhovalců. Dobré jméno si vytvořil fotografováním lidí kmene Lakotů, jako byli například Sedící býk, Rain-in-the-Face, náčelník Žluč, John Grass a další. Lidé Lakoty mu říkali “Little Shadow Catcher” („Malý chytač stínů“).
Po americké občanské válce fotografoval William Bell (1830 Anglie - 1910 USA) zranění a choroby vojáků pro muzeum Army Medical Museum. Velkou část roku 1865 strávil fotografickou dokumentací různých poranění, nemocí a amputací, z nichž mnohé byly publikovány v knize Medical and Surgical History of the War of the Rebellion (Historie medicíny a chirurgie válečné vzpoury).
Benedicte Wrenstedová (1859–1949) byla další významná dánská fotografka, která emigrovala v roce 1894 do USA. Řemeslu se naučila od své tety z matčiny strany, Charlotte Borgenové, a nějakou dobu v 80. letech 19. století provozovala studio na Torvet čp. 8 v dánském Horsens. Velkou část své fotografické kariéry strávila ve svém ateliéru v Pocatello, malém městě v jihovýchodním Idaho, kde portrétovala místní obyvatele a zaznamenávala růst města. Jejím nejznámějším dílem jsou však její dokumentární fotografie indiánů kmene Šošonů v oblasti Velké pánve, které jsou považovány za velmi důležité antropologické materiály. Wrenstedová se stala americkou občankou v roce 1912, ve svých 53 letech. Téhož roku ukončila svou kariéru fotografky. Mnoho jejích snímků indiánů je uchováno v Smithsonovu institutu a Národním archivu NARA.

#### Fotografové prezidentů

Alexander Gardner: "Gettysburg Portrait", portrétní fotografie Abrahama Lincolna, 8. listopadu 1863

Mathew Brady portrétoval jedenáctého prezidenta USA Jamese K. Polka a 16. prezidenta USA Abrahama Lincolna. Abraham Lincoln prý řekl, že se prezidentem stal díky Bradyho portrétům (a svému projevu na newyorské Copper Union). Portrét Lincolna od Bradyho z 2. září 1864 je na americké pětidolarové bankovce, prezidentův portrét podle Bradyho portrétu je na americké 90-centové poštovní známce z roku 1869.
Alexander Gardner (1821–1882) portrétoval amerického prezidenta Abrahama Lincolna. Fotografoval jej ve svém ateliéru naposledy 5 dní před jeho smrtí. Nejznámější jsou Gardnerovy reportážní snímky z Lincolnova pohřbu a seriál z popravy atentátníků. Patrně poprvé v dějinách fotografie bylo v jeho reportáži využito dramatického účinku střídání celkových záběrů a detailů v delším časovém úseku, neboť Gardner zachytil nejen průběh popravy, ale i tváře atentátníků.
Ve studiu Baker Art Gallery ve městě Columbus, státu Ohio portrétovali celou řadu prezidentů, jako byli například Hayes, McKinley, Taft nebo Harding.
Fotograf indiánů Edward Sheriff Curtis (1868–1952) byl požádán o portrétování rodiny prezidenta Theodora Roosevelta.

#### Fotografové ze vzduchu

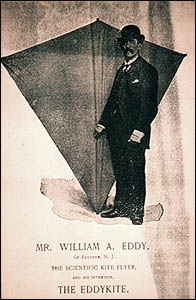
William Abner Eddy se svým čtyřúhelníkovým drakem

Mezi Američany byla celá řada průkopníků fotografování ze vzduchu. Město Boston z balónu snímal americký fotograf James Wallace Black v letech 1860–1862. Jeho upoutaný balon se vznášel ve výšce 360 metrů nad zemí. To bylo dva roky po Francouzovi Nadarovi, který jako první na světě fotografoval v roce 1858 letecké snímky Paříže z balónu. Krátce po Wallace Blackovi byla fotografie z balónu využívána pro vojenské účely armádou Unie v americké občanské válce (1861–1865). Jednalo se o první známé použití leteckých snímků v armádě, tedy v oblasti, která od té doby s tímto žánrem fotografie velmi úzce souvisí.
Známí byli „letci - fotografové“ jako například americký vojenský zpravodaj Fred Zinn. Při návštěvě Francie v srpnu 1914 nastoupil do francouzské cizinecké legie krátce po vypuknutí první světové války. Často nad rámec svých povinností pořizoval průzkumné fotografie za nepřátelskou linií. Zinn byl jedním z prvních pilotů, kteří se pokusili fotografovat pozice nepřátelských vojsk z ptačí perspektivy, což mohlo pomoci velitelům přímo na místě. To se dříve provádělo z balónů s posádkou, která však byla ohrožena nepřátelskou palbou a nemohla se dostat příliš daleko za nepřátelskou linii. Tím, že se mohlo letět a fotografovat přímo nad nepřátelskými pozicemi, Zinn jako první poskytl francouzským velitelům mnohem lepší pohled na bojiště a techniku.
Po roce 1893 se inspiroval Malajským drakem americký vynálezce William Abner Eddy, který jej dále vylepšil a dnes je známý jako „čtyřúhelníkový drak Eddy“. Zlepšil také způsob řetězení několika draků. Dříve byl každý drak spojen s předchozím a Eddy místo toho vedl jednotlivé draky z odboček ze společné hlavní linie. Dne 30. května 1895 Eddy pořídil první fotografie ze vzduchu v Americe. Bylo to 37 let po prvních Nadarových snímcích z balónu a 7 let po prvních fotografiích z draků Arthura Batuta. Eddy Batutovu technologii vylepšil a dokonce experimentoval s telefonováním přes draky a „dračími zrcadly“. Eddy využíval draky k měření teploty vzduchu pro společnosti American Meteorological a observatoře Blue Hill, pomáhal také námořnictvu ve Španělsko-americké válce.
Technika fotografování z výšky přišla vhod také v San Francisku po zemětřesení v roce 1906, kdy fotografie pořídil pionýr letecké fotografie z draků George R. Lawrence (1868–1938) velkoformátovým panoramatickým fotoaparátem a stabilizační plošiny, kterou sám navrhl. Jednalo se o 160stupňovou panoramatickou fotografii pořízenou z výšky 600 metrů, která byla vyvolána kontaktním otiskem z negativu o rozměrech 43 x 121 cm. Kromě toho je George Lawrence autorem největšího fotoaparátu na světě. V roce 1900 postavil obří deskový fotoaparát Mamut, který vážil 625 kilogramů a exponoval fotografické desky o velikosti 2,4 x 1,3 metru, které vyráběla firma Cramer Isochromatic. S deskou, která vážila 225 kilogramů muselo manipulovat 15 mužů. Fotoaparát se tak stal největší svého typu na světě a byl použit na fotografie luxusního vlaku Alton Limited Altonských železnic pro výstavu Exposition Universelle (1900) v Paříži. Celý vlak byl nasnímán na jedné obří fotografii a tři z nich na výstavě Expo získaly cenu Grand Prix.

## Dvacáté století

### Technika
Ve dvacátém století přišla nová generace fotografických kamer, barevného filmu, digitálních fotoaparátů, kamer s vysokým rozlišením a stejný pokrok přinesl i video a kino průmysl.
Roku 1925 byl na trh uveden fotoaparát Leica, používající 35mm film, který se od té doby stal standardem maloformátové fotografie. Od roku 1935 jsou na trhu i barevné filmy, v roce 1963 vyvinula firma Polaroid emulze umožňující vytvářet barevné snímky, které nepotřebovaly žádné další zpracování, a fotografie se na nich objevila několik minut po expozici – tzv. okamžitá fotografie.
V roce 1969 vynalezli George Elwood Smith a Willard Boyle snímače typu CCD a v následujícím roce zabudovali CCD do fotoaparátu. Teprve roku 1981 společnost Sony vyrobila první fotoaparát, který místo filmu na chemickém principu zaznamenával obraz na elektronické prvky CCD. Jeho analogové výstupy se zapisovaly na disketu. Hlavním tahounem vývoje byla v osmdesátých létech firma Kodak. První komerčně šířený digitální fotoaparát byl Apple QuickTake 100 z roku 1994. V běžném prodeji byly digitální fotoaparáty od roku 1996 i v Česku. Po roce 2000 aparáty používající digitální záznam začaly vytlačovat běžné kinofilmové.

### Fotografové 20. století

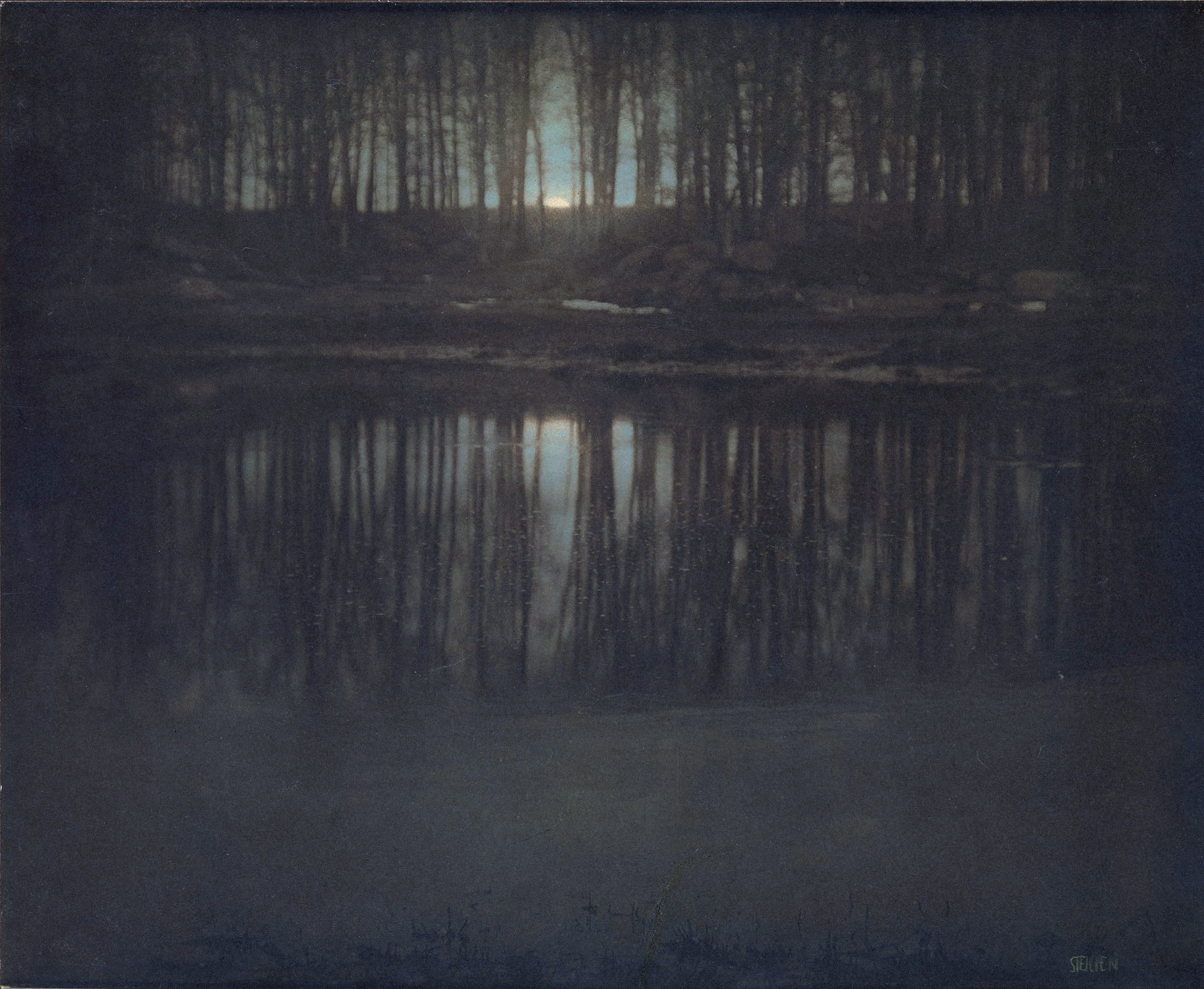
Edward Steichen: Měsíční svit na rybníku, gumotisk, 1904; fotografie byla v roce 2006 v aukci Sotheby's prodána za 2 928 000 dolarů

Edward Steichen (1879-1973) se narodil v Lucembursku, ale usadil se ve Spojených státech amerických. Studoval výtvarné umění v Milwaukee, Londýně a v Paříži, kde se stýkal s uměleckou avantgardou. Seznámil se s americkým fotografem Alfredem Stieglitzem, se kterým v roce 1905 založil newyorskou Galerii 291. Oba významně ovlivnili pohled na moderní umění ve Spojených státech. Kromě toho se přátelil s fotografem českého původu Drahomírem Josefem Růžičkou. V prvním období tvorby se věnoval široké paletě motivů v duchu secesní a symbolistické poetiky od krajin po portréty a výjevy ze společnosti. Po roce 1919 zdokonaloval techniku čisté fotografie, v tvorbě se projevily vlivy glamouru, nové věcnosti a konstruktivismu. Fotografoval módu i portréty známých osobností. V letech 1917 – 1919 stál v čele fotografického průzkumu americké armády ve Francii, ve stejné funkci pracoval i u námořnictva v Pacifiku. Během druhé světové války vedl organizaci Naval Aviation Photographic Unit, což byla skupina válečných fotografů Námořnictva Spojených států amerických. V letech 1947 až 1962 byl kurátorem fotografického oddělení Muzea moderního umění v New Yorku. V průběhu čtrnácti let zde uspořádal 65 výstav, z nichž největší byla v roce 1955 The Family of Man. Jeho fotografie Měsíční svit na rybníku (1904), byla v únoru 2006 prodána za 2.928.000 USD v aukci Sotheby's New York. Fotografie patří k raným piktorialistickým dílům. Jedná se o jednu z prvních skutečně barevných fotografií vytvořených ušlechtilým gumotiskem.
Mezi významné postavy americké historie fotografie patří Stephan Loewentheil, americký antikvář a sběratel vzácných knih a fotografií. Je zakladatelem a prezidentem antikvariátního obchodu se vzácnými knihami a fotografiemi z 19. století, který se nachází v Brooklynu v New Yorku a v Baltimore v Marylandu. Během své kariéry trvající více než tři desetiletí Loewentheil „vynikal… v odkrývání temných bibliografických detailů, které vedly k získání podceňovaných rarit, klíčových dokumentů a raných historických fotografických obrazů.“ Loewentheil byl popsán jako „super-sběratel“ jehož klienty jsou celebrity, hlavy států, američtí prezidenti a některé z nejvýznamnějších institucí a soukromých sběratelů historických knih a fotografií.

### Fotografové prezidentů

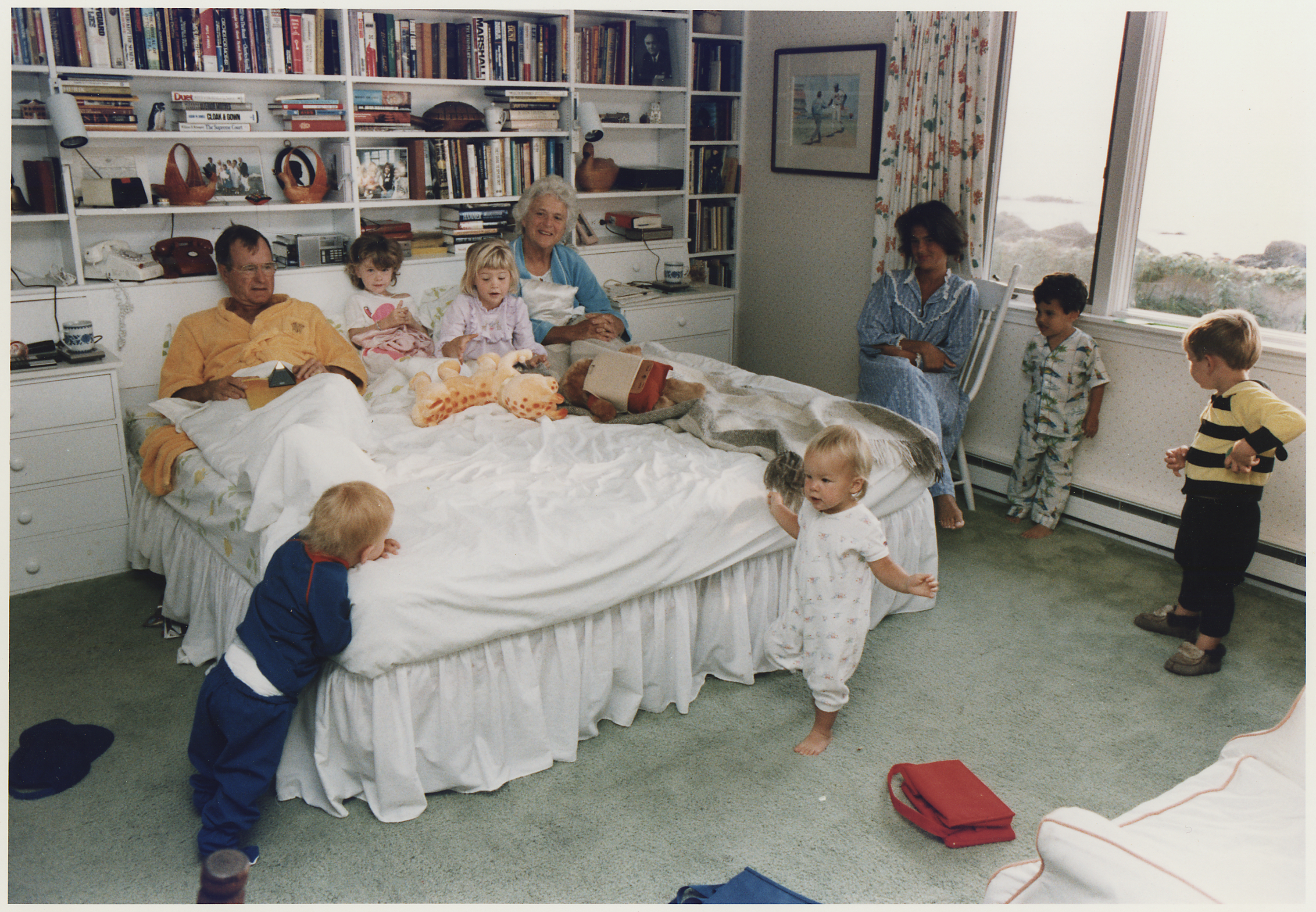
Valdezova nejslavnější fotografie: viceprezident Bush a jeho žena Barbara obklopeni svými vnoučaty a snachou Margaretou Molster Bushovou, 1987.

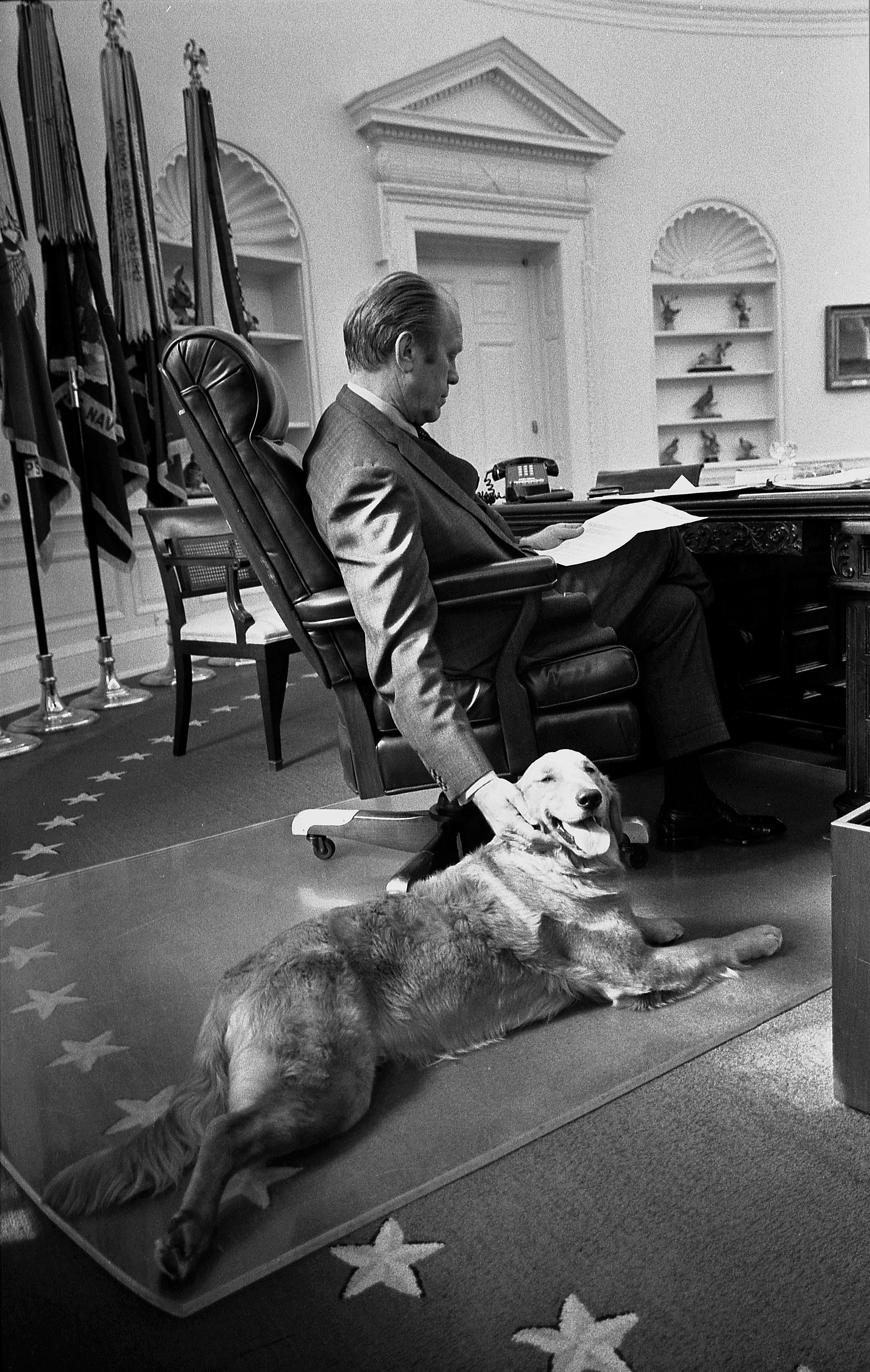
Prezident Gerald Ford a jeho pes Liberty v Oválné pracovně. (Kennerly, 1974)

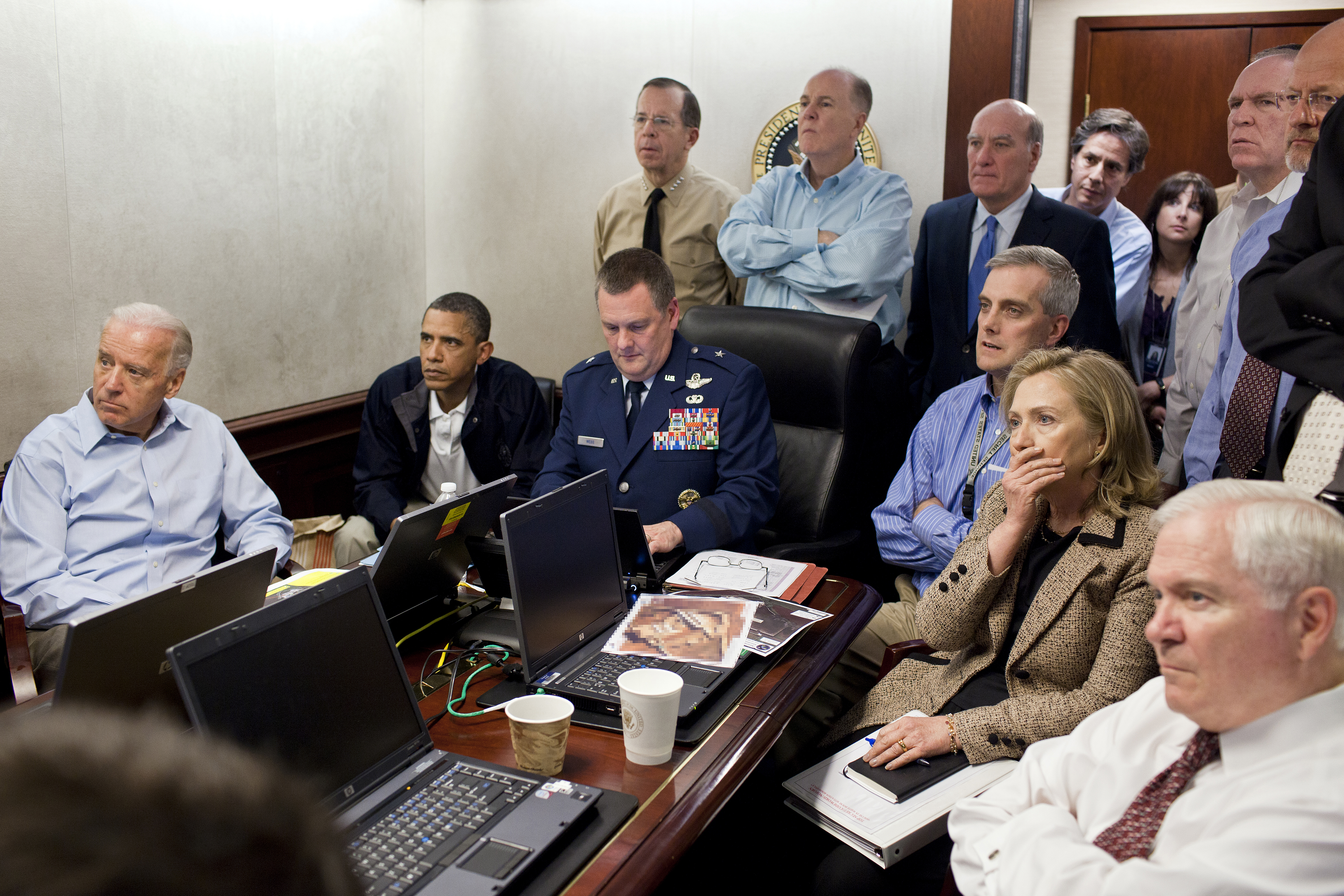
Pete Souza: Situation Room – Prezident Obama, viceprezident Biden a členové týmu národní bezpečnosti čekají na aktualizace Operace Neptunovo kopí, při které byl zabit Usáma bin Ládin, 2011

Od roku 1961 se fotografové pracující pro americký Bílý dům označují jako White House photographers a jeden z nich má vždy funkci Chief Official White House Photographer (hlavní oficiální fotograf Bílého domu). V historii se od roku 1961 vystřídalo v této funkci jedenáct oficiálních fotografů Bílého domu, což je vedoucí pracovník jmenovaný prezidentem Spojených států pro fotografickou dokumentaci oficiálních každodenních povinností prezidenta. Od začátku prezidentství Donalda Trumpa je v této funkci Shealah Craigheadová, druhá žena v této roli a bývalá fotografka Dicka Cheneyho a Laury Bushové během prezidentství George Bushe.
Před vznikem fotografické kanceláře Bílého domu oficiální fotografie zhotovovali různí vojenští fotografové. Ve dvacátých letech 20. století byla založena asociace White House News Photographers' Association, jejíž členové byli fotografové z různých vydavatelství novin, zpravodajských organizací nebo fotografických agentur. Asociace funguje dodnes(2019). Od roku 1941 do roku 1967 tuto funkci zastával Abbie Rowe. Fotograficky dokumentoval prezidentství Harryho S. Trumana, Dwight D. Eisenhowera, Johna F. Kennedyho a Lyndona B. Johnsona.
Marion Carpenterová byla jedna z prvních fotografek, která pracovala pro Washington, DC a Bílý dům a mohla denně cestovat s americkým prezidentem Harrym Trumanem. Jako žena fotografka prolomila stereotyp genderové role. Ve washingtonských kruzích byla neformálně nazývána „the Camera Girl“ nebo „the Photographer Girl“.
Prvním oficiálním fotografem Bílého domu byl Cecil W. Stoughton, kterého v roce 1961 jmenoval John F. Kennedy. Po atentátu na Kennedyho právě Stoughton pořídil ikonický snímek inaugurace Lyndona B. Johnsona na Air Force One, kde prezident stojí vedle Kennedyho vdovy Jacqueline. Stoughton sice zůstal jako fotograf Bílého domu ještě dva roky, ale pak ho nahradil Johnsonův osobní fotograf, Jóiči Okamoto. Tehdy směl Okamoto poprvé vstoupit do Oválné pracovny.
Fotograf Stan Stearns zachytil ikonický obraz tříletého Johna F. Kennedyho juniora, jak salutuje u rakve svého otce, amerického prezidenta Johna F. Kennedyho, během jeho pohřbu. Stanley Stearns kromě Kennedyho pohřbu dokumentoval konec Eisenhowerovy administrativy a prezidentské období Lyndona Johnsona a Richarda Nixona. Jeho snímek pozdravu Johna-Johna je jednou z nejvíce publikovaných fotografií na světě a byl hlavním adeptem na Pulitzerovu cenu za fotografii v roce 1964, ale cenu získala fotografie Jacka Rubyho, který střílí na Kennedyho vraha, Lee Harveye Oswalda.
Oliver F. Atkins byl oficiálním fotografem Richarda Nixona, ale fotografovat často nesměl. Nicméně Atkinsův snímek prezidenta Nixona a Elvise Presleyho je v Knihovně Kongresu nejžádanější. Vztah mezi Davidem Humem Kennerlym a Geraldem Fordem byl mnohem pozitivnější, protože oficiální fotograf Bílého domu se vrátil k činnosti na plný úvazek. Kennerlyho fotografie prezidenta Forda, jak se mazlí se svým zlatým retrívrem Libertym, je pravděpodobně jeho nejznámější fotografií z této doby.
Jimmy Carter nabídl práci Stanleymu Tretickovi, ale tento fotožurnalista prezidenta odmítl se slovy: „Neměl jsem pocit, že by chtěl mít kolem sebe intimního osobního fotografa.“ Výsledkem bylo, že Carter dvorního fotografa neměl až do roku 1981, kdy se do Bílého domu dvorní fotograf vrátil. Během prvního funkčního období Ronalda Reagana jako prezidenta byl oficiálním fotografem Michael Evans. Nicméně během jeho druhého funkčního období nový personální šéf Don Regan rozhodl, že žádný z fotografů Bílého domu by neměl mít výhodnější pozici (což platilo i pro Peteho Souzu, který tam v té době pracoval), proto nebyl za Reaganova oficiálního fotografa určen nikdo. Evans nebyl při odchodu z této pozice s tímto rozhodnutím spokojen, proto poslal personálními šéfovi nesouhlasný telegram; Regan však zareagoval rychle a neústupně. Pro prezidenta George Bushe byl jmenován David Valdez. Jeho nejznámější fotografie byla otištěna v magazínu Life; jsou na ní Bush a jeho žena Barbara spolu v posteli, obklopeni vnoučaty.
Během devadesátých let byl oficiálním fotografem Billa Clintona vietnamský válečný veterán Bob McNeely, který fotografoval černobíle. McNeelyho práce byla pozastavena v důsledku skandálu Lewinská a nakonec opustil své místo v roce 1998, protože chtěl být se svou rodinou. Jeho spojení s Clintonovými však neskončilo, v roce 2000 byl oficiálním fotografem Hillary Clintonové při její senátní kampani. Na poslední tři roky prezidenta Clintona v úřadu jej vystřídala fotografka Sharon Farmerová. Farmerová byla první Afroameričanka a první žena, která pracovala jako hlavní oficiální fotografkou Bílého domu.
Pro prezidenta George W. Bushe a jeho dvě volební období pracoval jako oficiální fotograf Eric Draper, pro Baracka Obamu se na dvě volební období do Bílého domu vrátil Pete Souza. Je spojován s Obamou od roku 2005. Když pracoval jako politický fotograf pro CNN, byl pověřen zdokumentováním Obamova prvního roku jako senátora v Illinois a už s ním zůstal. Jeho nejznámějším dílem z doby, kdy byl Obama prezidentem, je fotografie Situation Room. Prezident Obama, viceprezident Biden a členové národní bezpečnosti sledují v přímém přenosu průběh operace Navy SEALs „Neptunovo kopí“, při níž byl 2. května 2011 zabit Usáma bin Ládin.
Zpočátku se zdálo, že Donald Trump si pro své prezidentské období oficiálního fotografa nevybral, ale týden po jeho uvedení do úřadu bylo v médiích oznámeno, že na tento post nastoupí Shealah Craigheadová. Ta dříve pracovala v Bílém domě jako fotografka Dicka Cheneyho a Laury Bushové. Fotografovala též kampaně pro Sarah Palinovou a Marca Rubia, byla rovněž oficiální fotografkou na svatbě Jenny Bushové. Trumpova administrativa zaměstnává celkem čtyři fotografy s různými specializacemi, včetně módy, armády a administrativy.
- Evan Freed (* 1946)
- Ian Pirie MacDonald (1867–1942 New York) se označoval jako Pirie MacDonald – fotograf mužů a během své kariéry nasnímal přes 70 000 portrétů, včetně snímků hlav států, náboženských vůdců a umělců.[97][98]

Příležitostní fotografové prezidentů

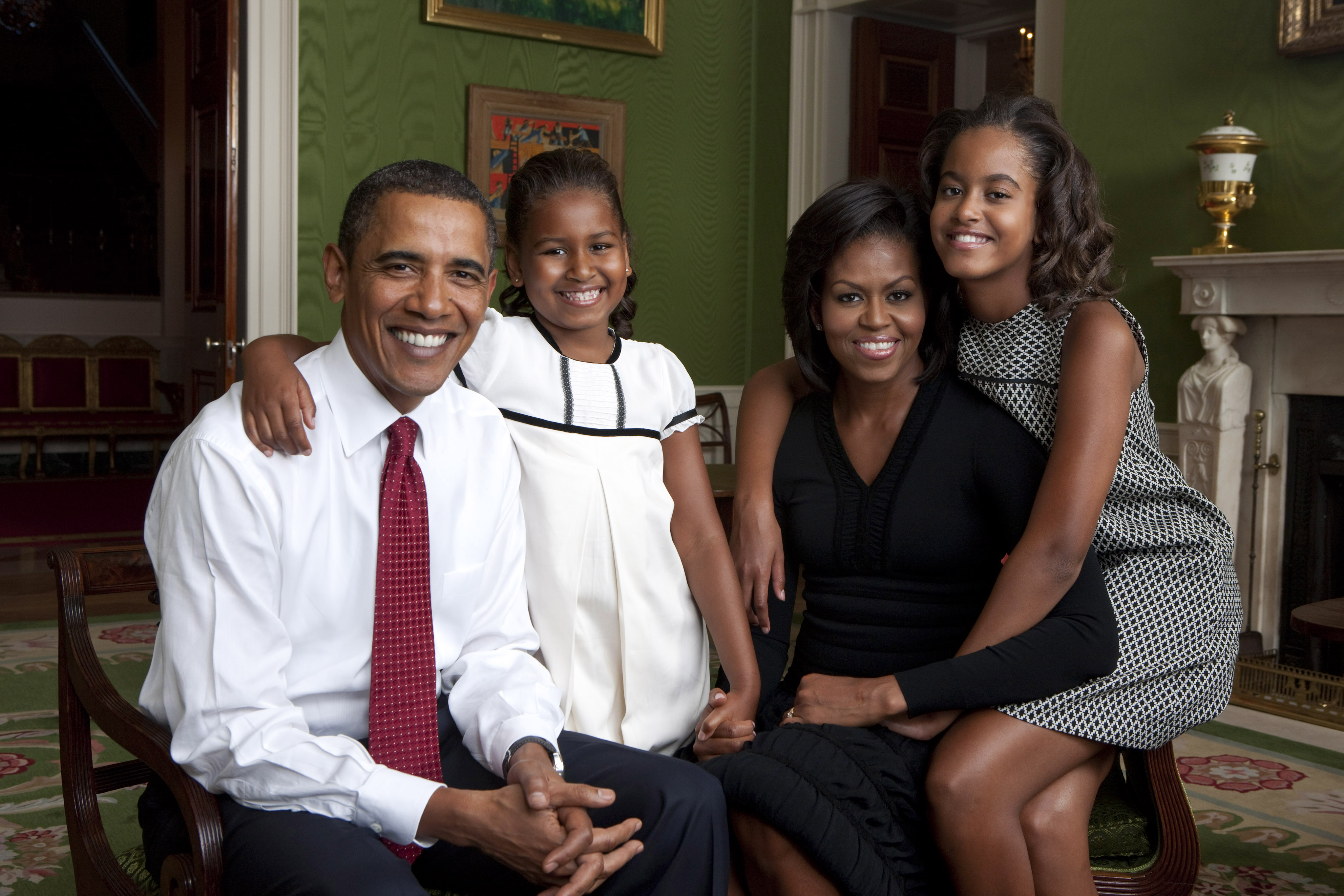
Annie Leibovitz: První rodina Spojených států – Barack Obama s manželkou a dcerami, oficiální snímek pro Bílý dům

- Richard Avedon (1923–2004): Dwight David Eisenhower, Prezident USA, 1964
- Toni Frissellová (1907–1988) v padesátých letech nasnímala neformální portréty slavných a mocných ve Spojených státech a v Evropě, včetně Winstona Churchilla, Eleanor Rooseveltové, Johna F. a Jacqueline Kennedyových.
- Annie Leibovitz (* 1949) rodina prezidenta Baracka Obamy, oficiální snímek pro Bílý dům.

## Češi v USA

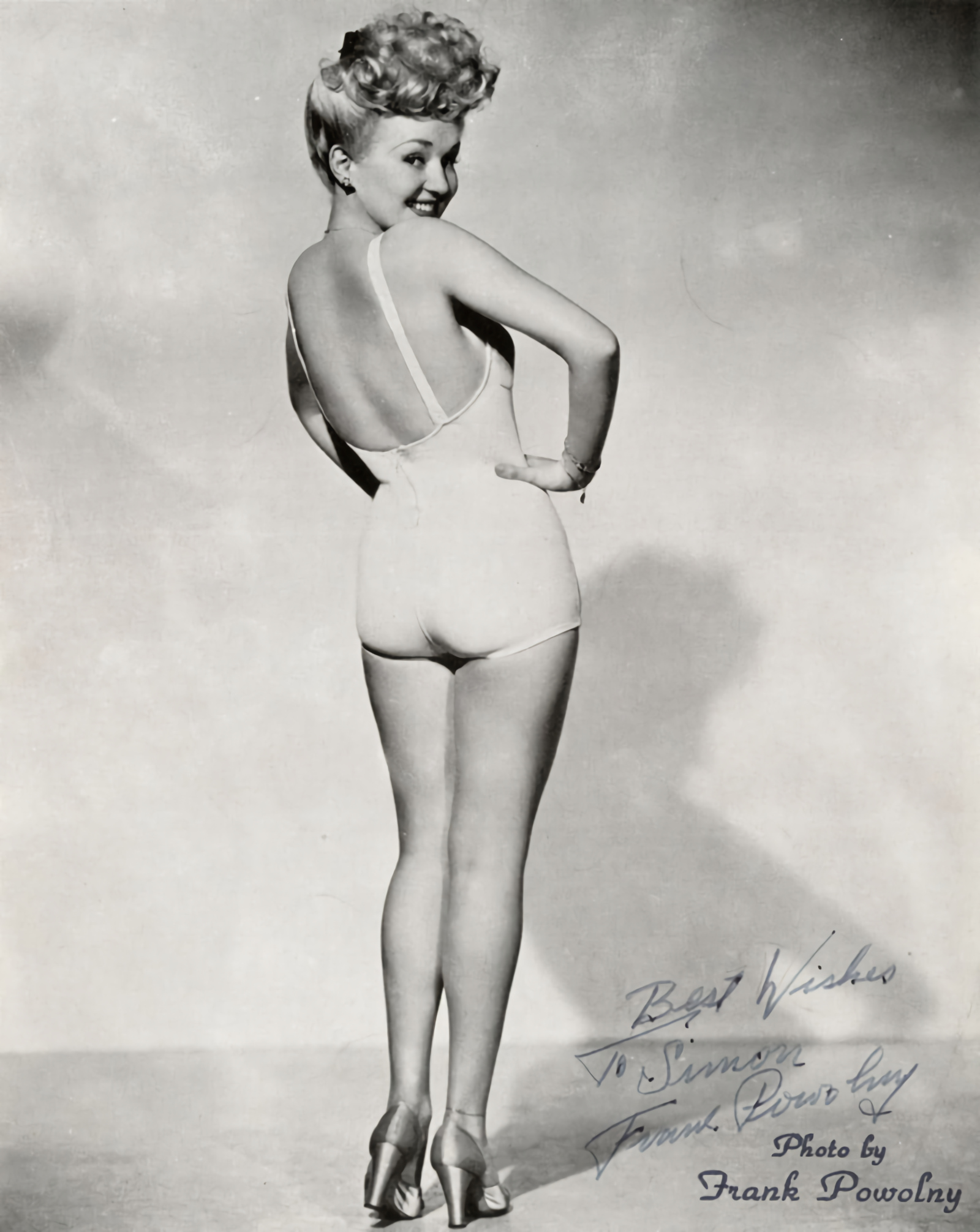
Frank Powolny: Pin-up girl herečka Betty Grable v plavkách 1943 byla v podobě plakátů, vytištěna v milionových nákladech, 1943

Frank Powolny byl americký hollywoodský fotograf českého původu tvořící v letech 1920 až 1966. V tomto dlouhém období nafotografoval desítky hollywoodských herců. Jednou z nejznámějších je tzv. pin-up snímek herečky Betty Grable v plavkách z roku 1943, který byl v podobě plakátů, vytištěn v milionových nákladech. Tato fotografie se stala nejslavnější v období druhé světové války. Jeden z pěti amerických vojáků ji nosil ve své peněžence, kopírovala se na letadlech, tancích, nákladních vozech a všech typech vojenských vozidel a bylo vyrobeno 5 milionů kopií. Fotografie byla později zahrnuta do edice časopisu Life 100 fotografií, které změnily svět a následně byla časopisem Time zvolena jednou ze „100 nejvlivnějších fotografií v historii“. Hugh Hefner řekl v jednom interview v roce 2007, že tato fotografie jej inspirovala k založení časopisu Playboy. Další významná fotografie byla poslední fotografie Marilyn Monroe z července 1962, těsně před jejím tragickým skonem. Za zmínku jistě stojí také fotografie všech významných osob, které navštívily filmové ateliéry společnosti 20th Century Fox. Byli mezi nimi například americký prezident Dwight D. Eisenhower, viceprezident a pozdější prezident Richard Nixon s manželkou Pat, etiopský císař Haile Selassie, íránský šáh Rezá Pahlaví, sovětský vůdce Nikita S. Chruščov, řecký král a královna, indický předseda vlády Džaváharlál Néhrú, britský princ Philip, kalifornští guvernéři, sportovní a umělecké hvězdy a osobnosti.

## Ocenění
Fotografická ocenění udělovaná v USA:
- Cena Ansela Adamse
- Cena W. Eugena Smithe
- Pulitzerova cena
  - Pulitzer Prize for Breaking News Photography
  - Pulitzer Prize for Feature Photography
- Zlatá medaile Roberta Capy
- Cena Inge Morath
- Infinity Awards
- Lucie Awards

Soutěže
- Army Digital Photography Contest
- BLM photo contest
- Hit Me With Your Sunshot
- NRHP Fall 2011 Photo Contest
- Open House New York
- USFWS photo contest

## Organizace
Fotografické společnosti, organizace a instituce v USA:
Muzea a galerie
Atlanta: Umělecké muzeum Highových • Boston: Muzeum Isabelly Stewartové Gardnerové / Muzeum výtvarného umění • Cleveland: Clevelandské muzeum umění • Denver: Denverské umělecké muzeum • Detroit: Detroitský institut umění • Filadelfie: Muzeum umění ve Filadelfii • Fort Worth: Kimbellovo muzeum umění / Muzeum amerického umění Amona Cartera • Houston: Muzeum umění • Chicago: Institut umění / Muzeum současného umění • Los Angeles: Muzeum umění / Muzeum J. Paula Gettyho / The Broad • Milwaukee: Milwaukeeské umělecké muzeum • New Haven: Galerie umění Yaleovy univerzity • New York: Guggenheim / Metropolitní muzeum umění / Muzeum amerického umění Whitneyové / Muzeum moderního umění • San Francisco: Sanfranciské muzeum moderního umění / Umělecká muzea San Francisca (dvě muzea) • Seattle: Seattleské umělecké muzeum • Washington: Národní portrétní galerie / Národní galerie / Smithsonův institut • Florida Museum of Photographic Arts
Organizace
- Farm Security Administration
- Office of War Information
- DOCUMERICA projekt
- National Archives and Records Administration (NARA)
- Matson Collection
- Florida Photographic Collection
- Naval Aviation Photographic Unit
- Magnum Photos
- National Photo Company Collection

Školy
- New York Institute of Photography
- IIT Institute of Design

## Výrobci
- Kodak
- Lowepro